# AEK-971突击步枪
AEK-971是由位於俄羅斯科夫羅夫的科夫羅夫機械工廠（俄文：Ковровский механический завод），在1978年設計的突擊步槍，具有特殊的平衡自動反衝系統，有限的被一些特種部隊採用，其生產於2006年後轉移至捷格加廖夫工廠。
KORD 6P67/ 6P68 (原代號 A-545/ A-762)是捷格加廖夫為了參與勇士單兵作戰系統計畫所研發改良型號，在2014年12月底俄羅斯軍隊宣布KORD 6P67與AK-12將會一起作為下一代俄羅斯部隊換裝的目標，預計2015年3月開始分發至俄軍部隊測試。兩者皆屬於勇士計畫中預計替代目前制式AK-74突擊步槍的候選。

## 歷史
AEK-971的歷史可以追朔到1974年科夫羅夫機械工廠由A.S. Konstantinov研發具有平衡自動反衝裝置的的SA-006試驗槍，SA-006參與當年的制式武器競賽，在十種候選型號中其中兩把候選型號SA-006與伊熱夫斯克機器製造廠研發的A-3進入競賽的最終階段，兩槍被分發至部隊實地測試，在測試中SA-006射擊命中率高於競爭對手A-3，尤其在無支撐狀態或移動中的射擊精度相差最大，SA-006在可靠性與耐用性也具有一定的水準，雖然SA-006表現優異，但蘇方考量了AK系列的聲望和A-3較為便宜的造價可以快速換裝部隊以及士兵和生產線對於傳統設計的熟悉度等多項原因，最後選定A-3並重新命名為AK-74做為新式制式步槍。
1978年，謝爾蓋·科沙諾夫所領導的團隊基於SA-006試驗槍的基礎上開始研發AEK-971，目的是為了參與蘇聯國防部部長在同年公布舉辦的阿巴甘（俄語：Абакан (конкурс)，羅馬化：Abakan）槍支設計競賽，最初版AEK-971與之後量產版本存在許多不同之處，具有特殊設計可以讓有效射速達到為1500發／分，並且使用新型的制動器，可以根據使用者開火時的穩定度而調整孔徑大小。在不穩定狀態，例如在移動中、站立和屈膝，全自動射擊時，機匣左側的特殊手柄可以縮小槍口制退器的孔徑，來降低後座力，在穩定狀態，例如在有支撐點的臥姿、坐姿和站姿時，可擴大孔徑，增加射擊精度。這種制動器不僅能提高平衡自動反衝系統的效果，還可以對槍口制退器排放的火藥廢氣產生影響，提高了武器自動射擊時垂直面的穩定性。但蘇聯國防部官員認為這些額外功能沒有其必要性，並在交由俄羅斯特別設計局（Specialized Design Bureau）與俄羅斯研究協會（Russian Research Institute）進行了進行精簡，包括調降過快的射速，為了避免控制手柄與卡彈板搞混而取消了新型制動器，並將槍托改為可折疊式（向右折疊）。
阿巴甘計畫於1981年正式開始，目標要求要比AK-74性能高出1.5-2倍，主要目的是要大幅提升步槍自動射擊時的精準度，以提升不成熟年輕士兵的效率。當時共有八把槍參賽，分別為：
| 設計局     | 型號                       | 設計師         |
| TsKIB SOO  |                            |                |
| ---------- | -------------------------- | -------------- |
| TsKIB SOO  | TKB-0111                   | G.A. Korobov   |
| TsKIB SOO  | TKB-0136-3M                | N.M. Afanasyev |
| TsKIB SOO  | TKB-0146                   | I.Y. Stechkin  |
| SKB KMZ    |                            |                |
| AEK-971    | S.I. Koksharov, B.A. Garev |                |
| AEK-978    | P.A Pikinsky               |                |
| PO Izhmash |                            |                |
| AKB        | V.M. Kalashnikov           |                |
| AS [AN-94] | G.N. Nikonov               |                |
| IzhNITI    | APT                        | I.A. Postnikov |

在競賽的測試中AN-94在兩發點放的精度稍微超過AEK-971，但在三發至十發的連續射擊時AEK-971的精度表現超越了AN-94，但在考量了各種因素後，最後由AN-94勝出。
在阿巴甘計畫計畫落選後，不同於其他落選者的沒落，AEK-971持續在蘇聯/俄羅斯軍隊中進行小規模實彈試驗，並被少數特戰部隊使用。科夫羅夫基礎機械設計局在2005年重組後，其武器生產以及軍事技術轉移到捷格佳廖夫設計局（Degtyarev Design Bureau或Degtyarev plant）。

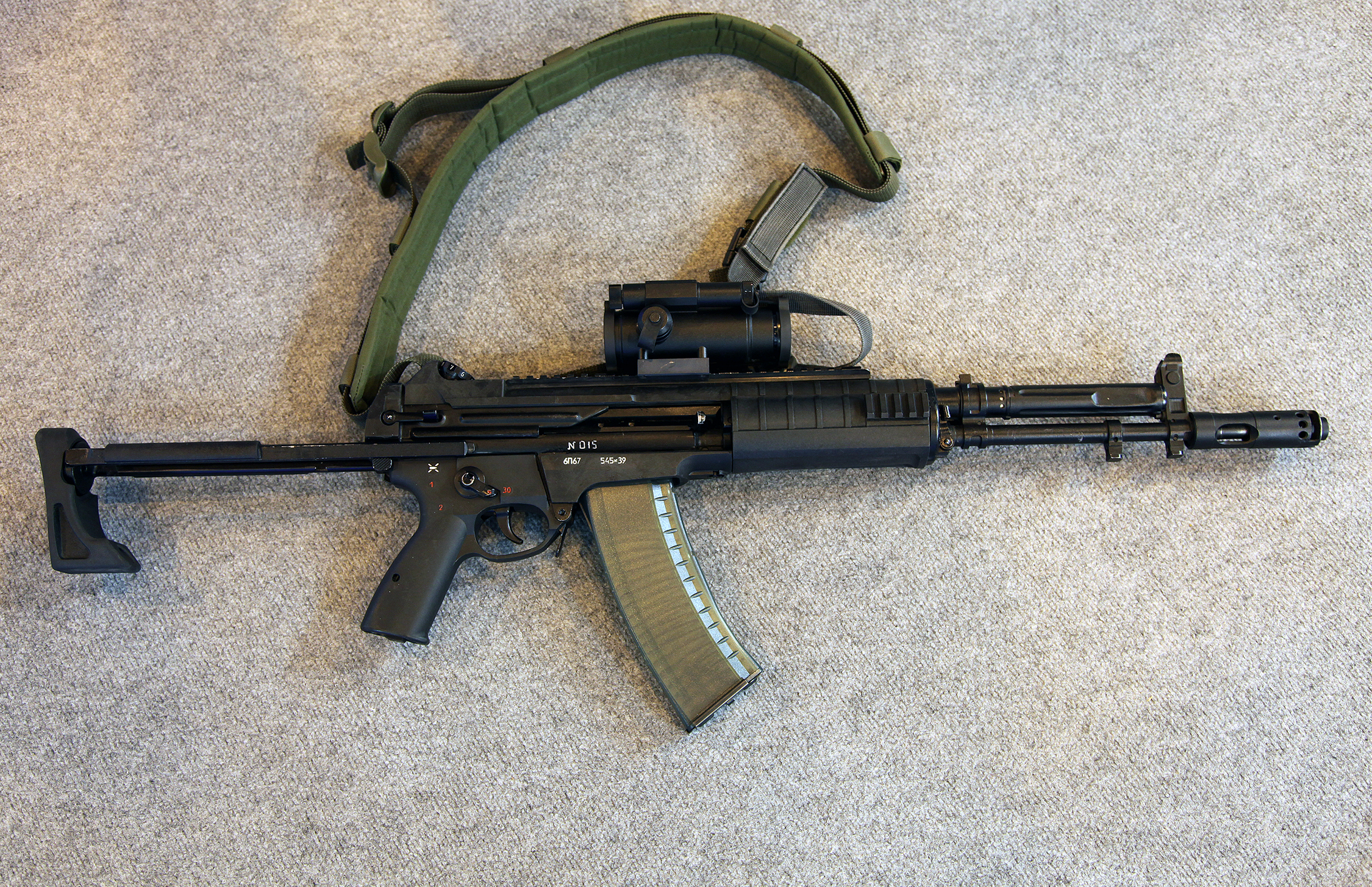
繼任型號KORD 6P67，在2014/2015年開始於俄羅斯軍方測試

2010年收到内务部和执法单位用於试验的第一批订单，购买约1700余支。
2014年底，改良型號KORD 6P67通過軍方的選拔成為勇士單兵作戰系統計畫作為替代目前制式步槍AK-74的候選之一，並於2015年初開始於部隊測試中。
2017年3月，俄羅斯聯邦副總理德米特里·罗戈津，接受媒體Interfax採訪問及勇士計畫時回答計畫的兩個競爭候選者AK-12和KORD 6P67並不會出現僅有一方「獲勝」的情況，羅戈津表示較為便宜的AK-12在換裝一般部隊上擁有許多優勢，而結構較複雜、功能較豐富以及較為精準的KORD 6P67則比較適合特種部隊、國家近衛軍、以及邊防軍裝備，考慮在不同的部隊採用不同的型號。並在2018年1月，正式宣佈KORD 6P67和6P68皆已正式獲俄羅斯軍隊採用。
2020年4月，KORD 6P67在捷格加廖夫工廠投入量產，並預計於2020年底前開始交貨。第一批量產預計約500支步槍，將發放給俄羅斯特種部隊以及俄羅斯空降軍。

## 設計
AEK-971最主要的特點是使用了中央精密工程研究所（Central Institute for Precision Machine Building）在1960年代中期由彼得·安德列耶維奇·特卡喬夫研發的平衡自動反衝系統（Balanced Automatics Recoil System，BARS）的回轉式閉鎖槍機系統，這種技術改良了傳統的長行程活塞傳動，並最早由AO-38使用。所謂的「平衡自動反衝系統」是指AEK-971的導氣裝置擁有兩組導氣活塞，當子彈發射後火藥氣體會經由導氣孔進入兩組活塞之間，第一組導氣活塞和正常的一樣使導氣杆向槍機運動來完成退彈的動作，而第二個導氣活塞則與配重裝置連接並往相反方向運動，兩組導氣活塞間以以齒條相連，這種同步反方向移動的配重裝置抵消了氣動操作裝置所產生的後座用力，使步槍在全自動射擊時非常平穩，採用類似技術的槍械有AK-107／AK-108／AK-109、AL-4、AL-7、AO-38以及AKB-1／AKB。
AEK-971有二種發射方式：半自動和全自動。現代化的AEK-971也能使用三發點放。在全自動射擊時，AEK-971比AK-74的命中率提升了15-20%，而AN-94只有在兩發點放的模式中才有這樣的精準度，在全自動模式中或更長的點放時，AEK-971的命中率比AN-94高，並且在重量上AEK-971也比AN-94輕0.5公斤在維護費用和生產成本上也比較便宜；而AEK-971也比具有類似平衡自動裝置的AK-107／AK-108／AK-109更容易控制。
AEK-971配有100-1000公尺可調式機械瞄具以及U型缺口式照門，每個刻度以100公尺的間距進行調整；AEK-971也配備了華沙條約導軌以安裝瞄準鏡。

## 型號以及衍生版本

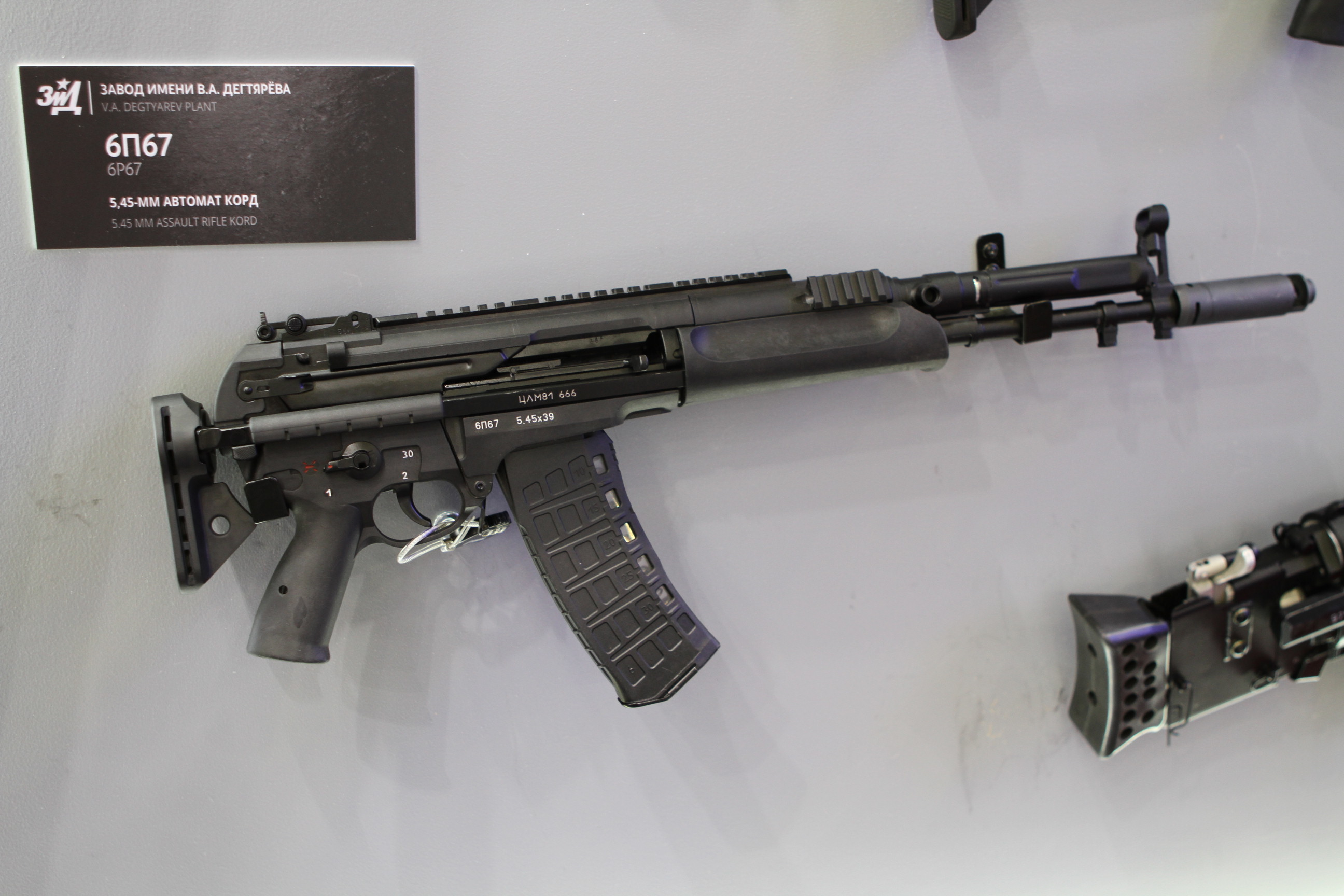
具有伸縮槍托5.45×39毫米口徑的 KORD 6P67

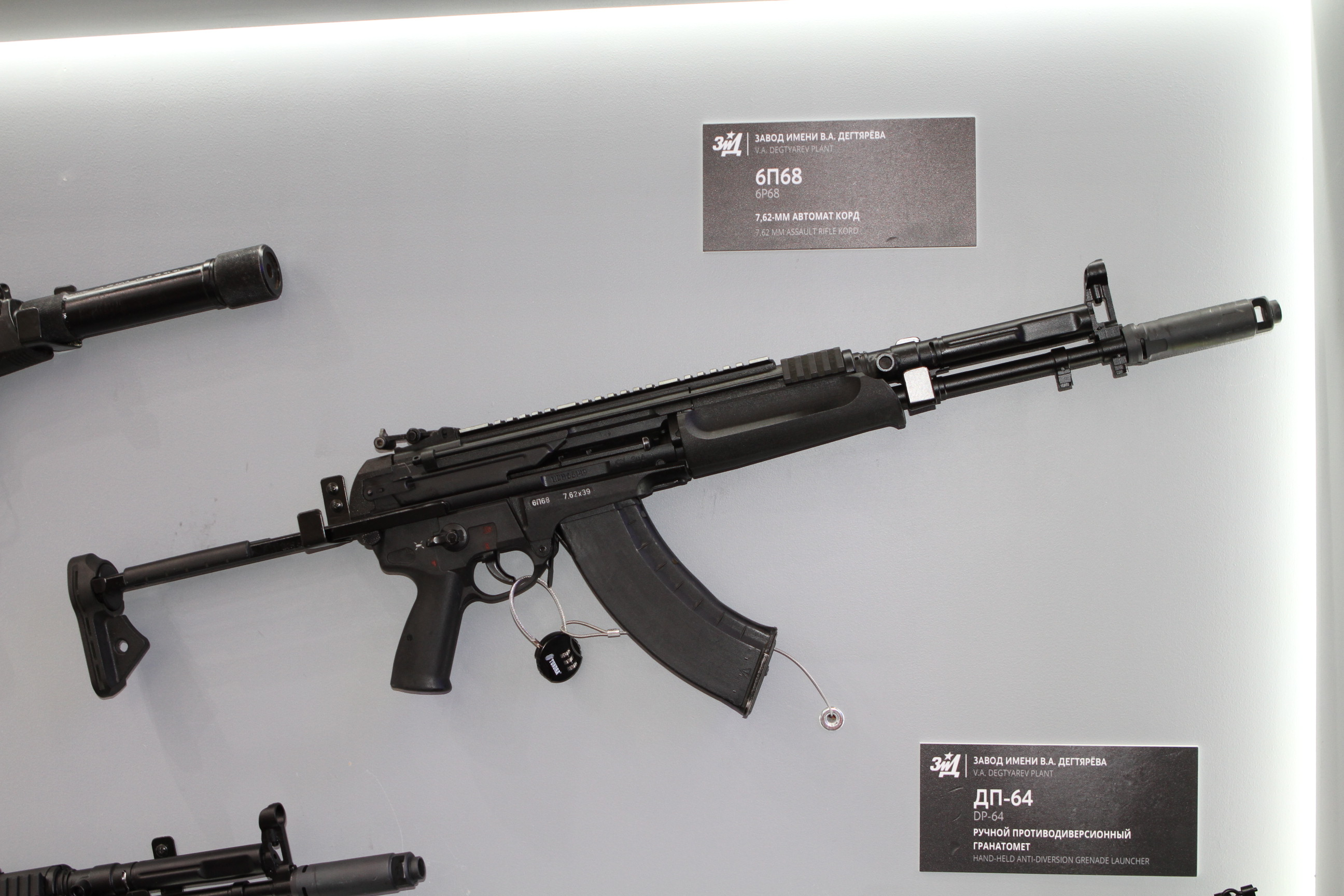
7.62×39毫米口徑的 KORD 6P68

這個系列原始的三種主要版本分別是AEK-971、AEK-972、AEK-973。AEK-971的口徑是5.45×39毫米；AEK-972的口徑是5.56×45毫米，並使用與AK-100系列相同的彈夾；AEK-973的口徑是7.62×39毫米，採用了與AK-47/AKM相同的彈匣。
除了三種主要型號，還有推出摺疊槍托版本分別為AEK-971S、AEK-973S，當中的「S」意思為「可摺疊的」，使用了金屬摺疊槍托（外覆塑膠），並修改了握把角度讓在槍托收起時不會影響到開槍的能力。除了槍托的改變還改良了板機設計將火控選擇器改到了槍身右側，並增加了三發連射模式。
在2014年12月23號，俄軍正式宣布AEK-971的改良型號KORD 6P67（GRAU編號6P67）與競爭對手AK-12雙方皆通過國家的勇士單兵作戰系統(Ratnik)計畫選拔，將會成為未來俄軍換裝的目標，預計這兩把步槍將會在2015年3月開始分發至俄軍部隊測試。測試上A-545相較一同參予選拔的AK-12精準度提高了大約10-15%，在短暫連發的精準度上有更好的表現，但由於繼承了AEK-971獨特的平衡機構導致KORD 6P67重量上比AK-12重了大約一磅（0.45 kg），並且造價上也相對較高。製造商捷格佳廖夫提供了使用5.45×39毫米子彈的KORD 6P67與使用7.62×39毫米子彈的KORD 6P68（GRAU編號6P68）兩者為AEK-971/AEK-973的衍生改良型號，KORD 6P67/ 6P68與AEK-971/AEK-973相比之下設計上改進了很多地方，包括使用了新型的可利用轉盤調節光圈大小的覘孔式機械准星大幅增加視野距離、設計讓使用時更為舒適的火控選擇器、在槍身上改用MIL-STD-1913皮卡汀尼戰術導軌可以快速的更換瞄準鏡等配件、以及可伸縮並可調整的的槍托。

## 使用國
- 俄羅斯
  - 俄羅斯聯邦武裝力量
  - 俄羅斯聯邦司法部（英语：Ministry_of_Justice_(Russia)）
  - 俄羅斯聯邦安全局

## 圖集
- AEK-971

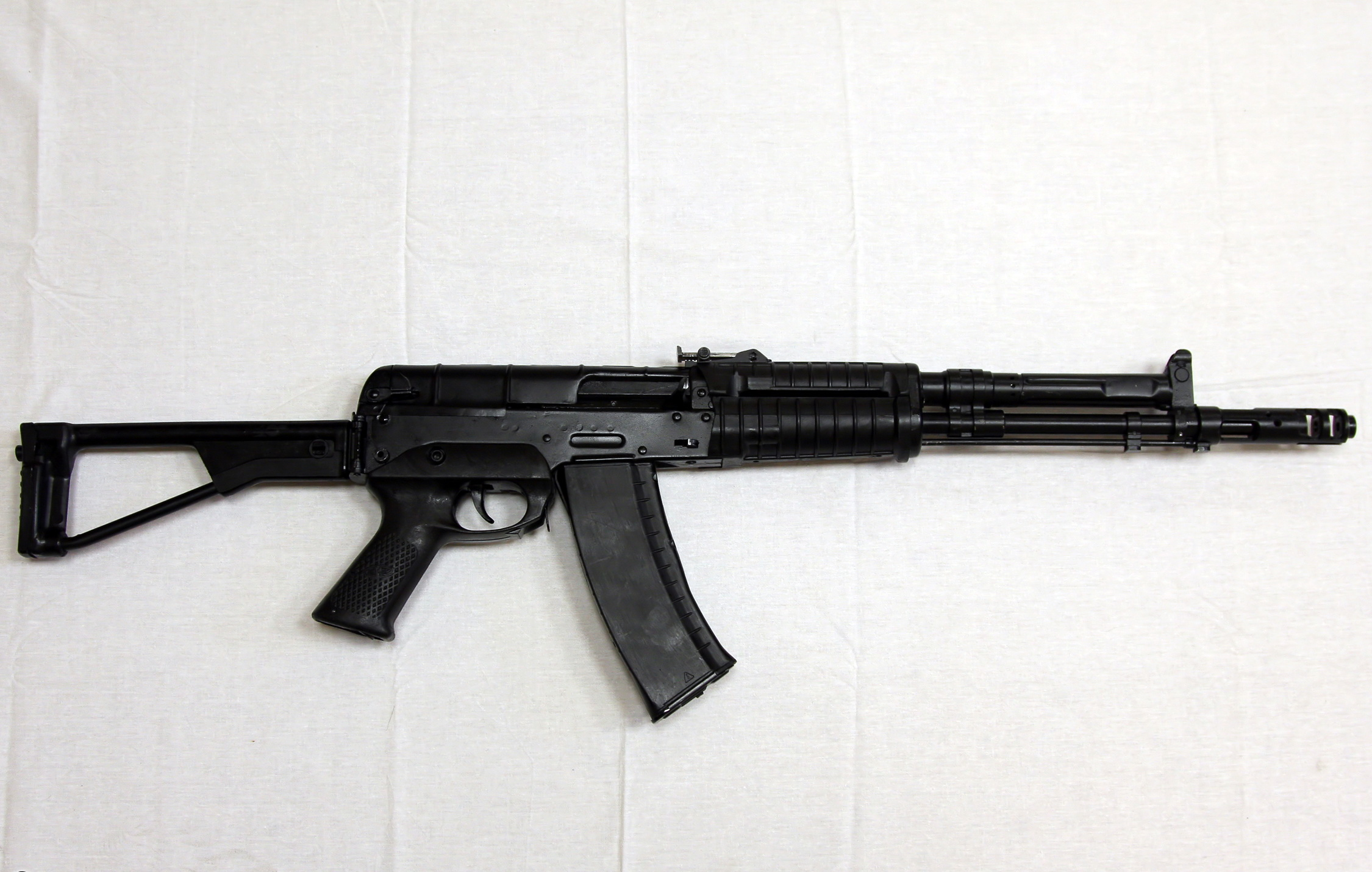
全槍右側圖
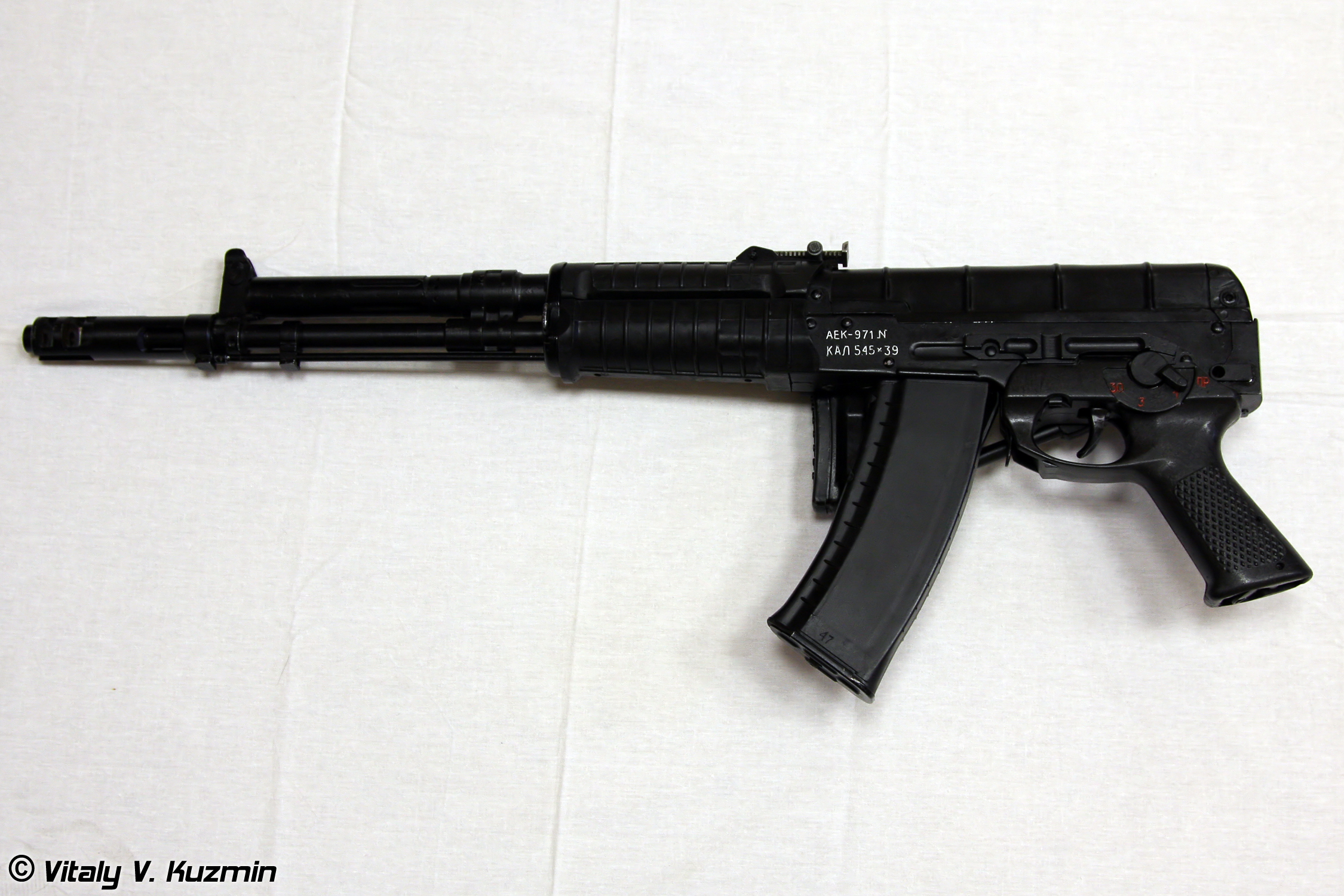
槍托折疊右側圖
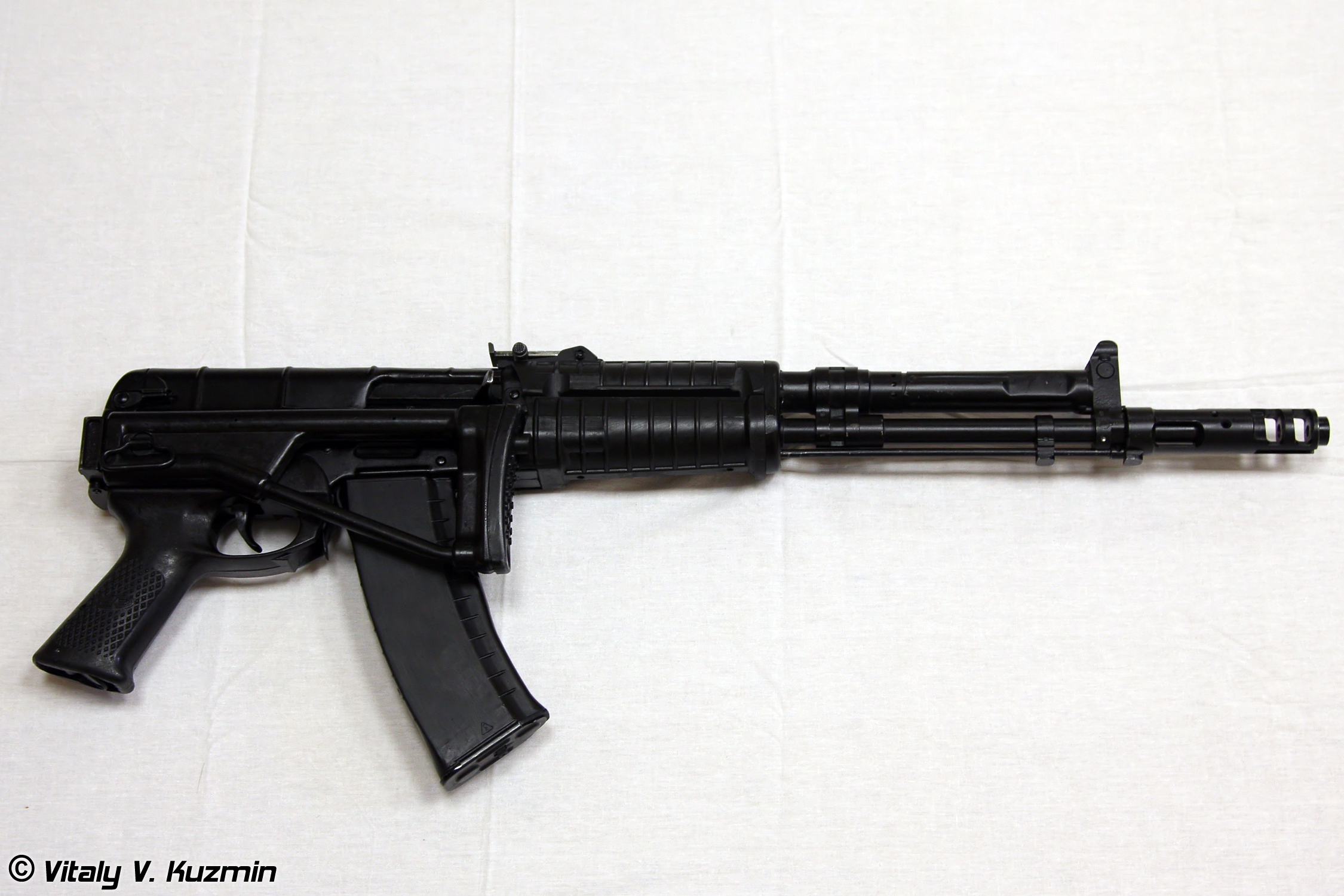
槍托折疊左側圖
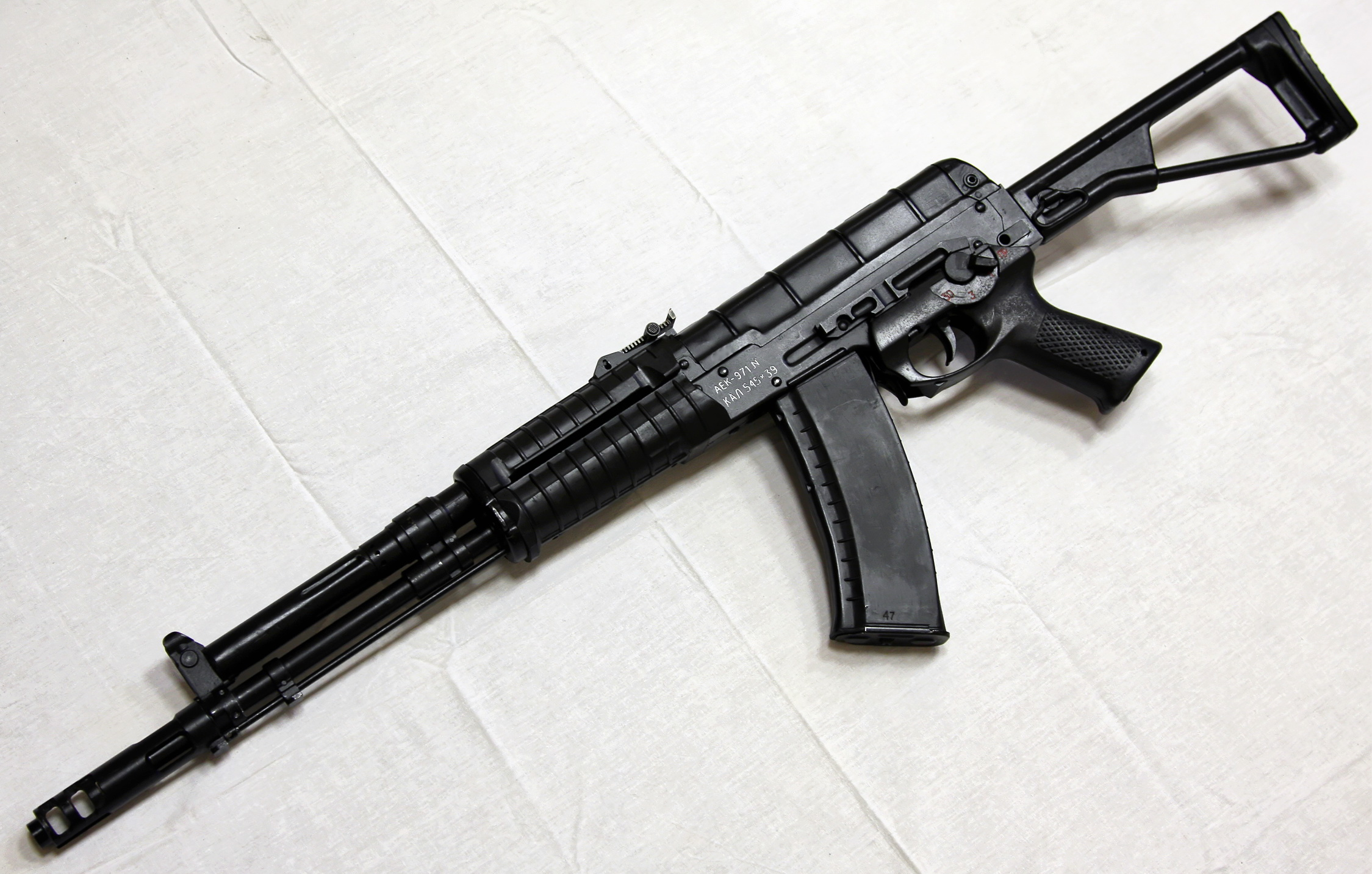
全槍左側圖
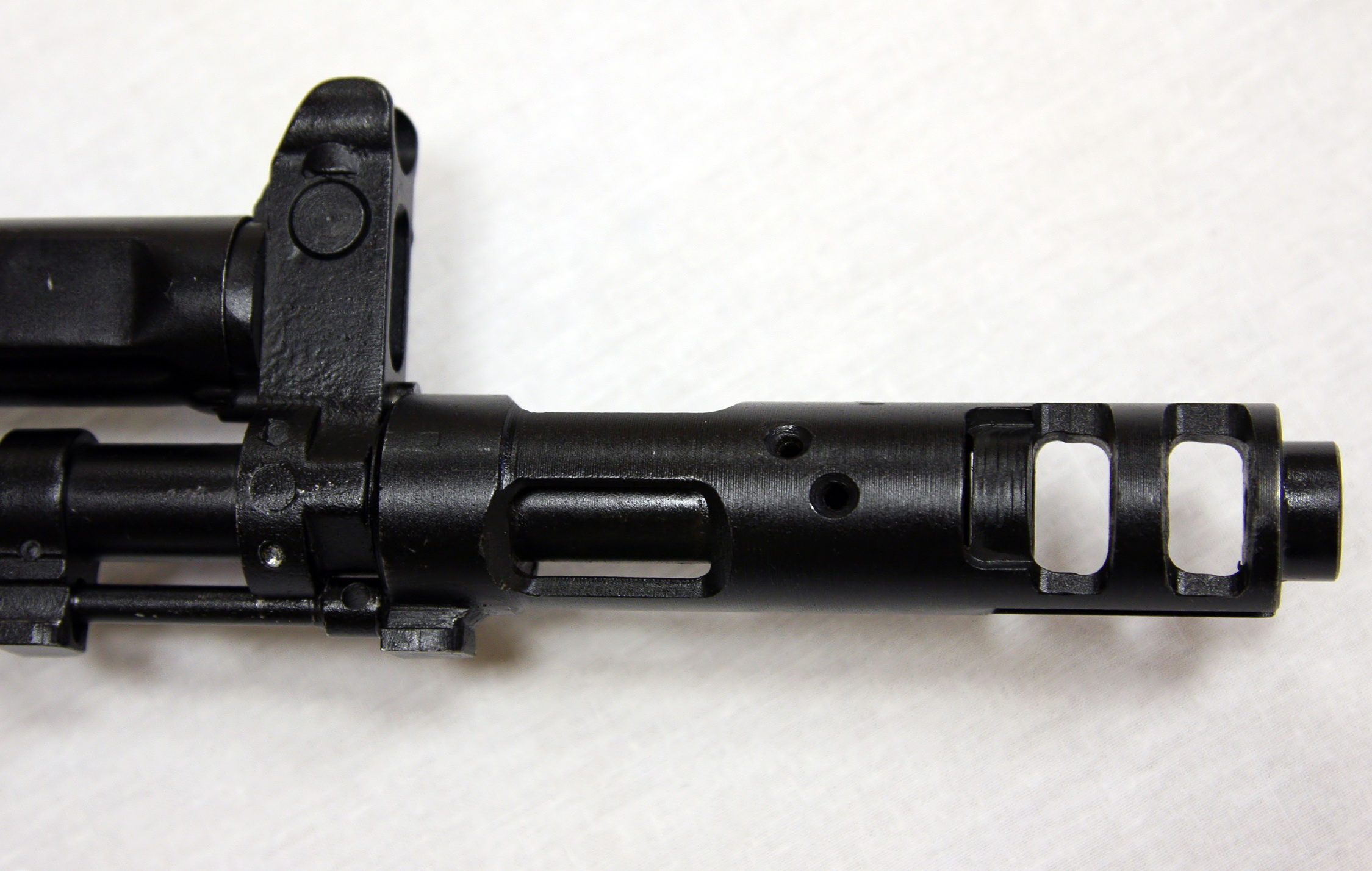
制動器
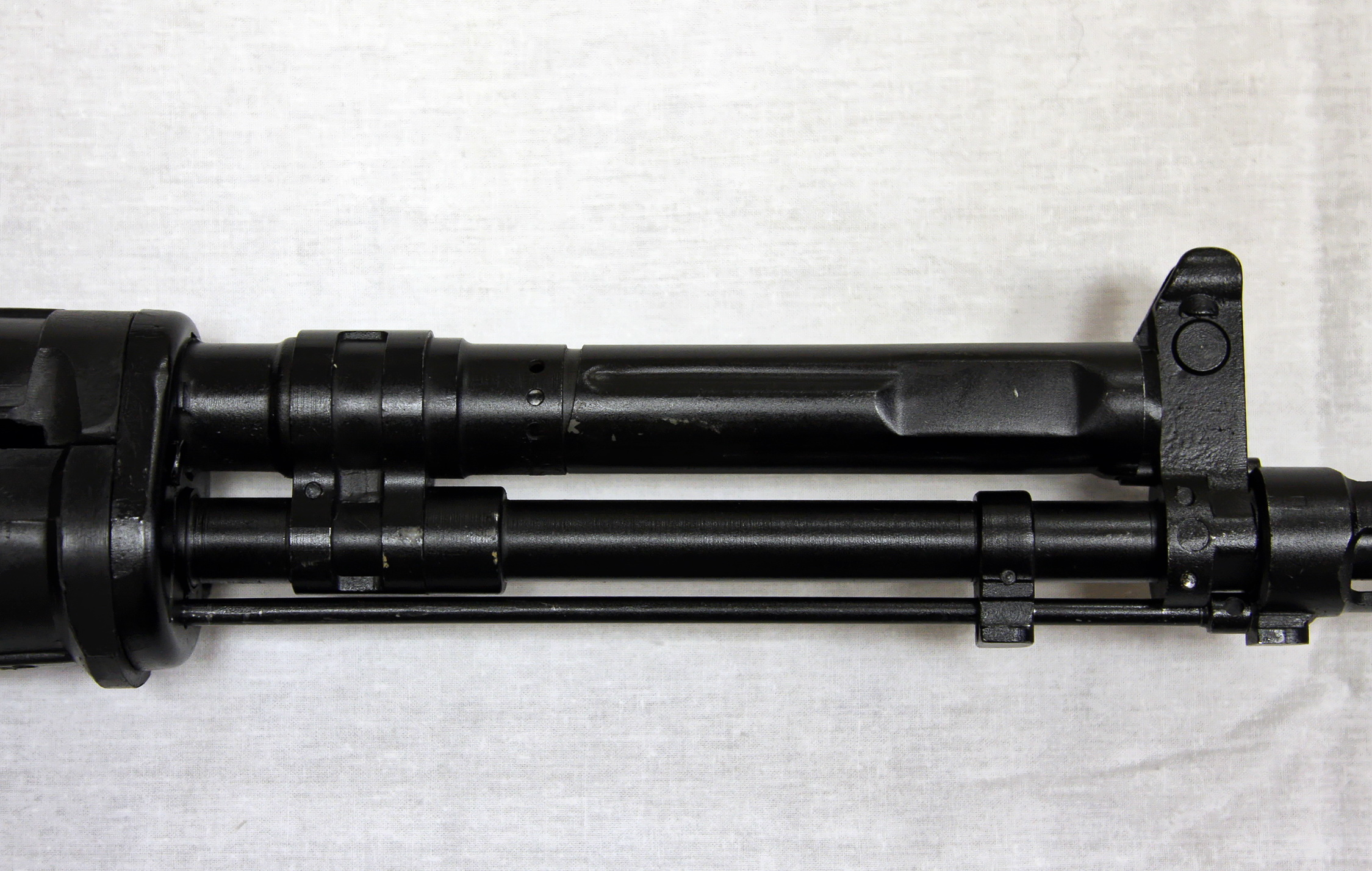
前準星和連接槍管與氣動結構的導氣孔
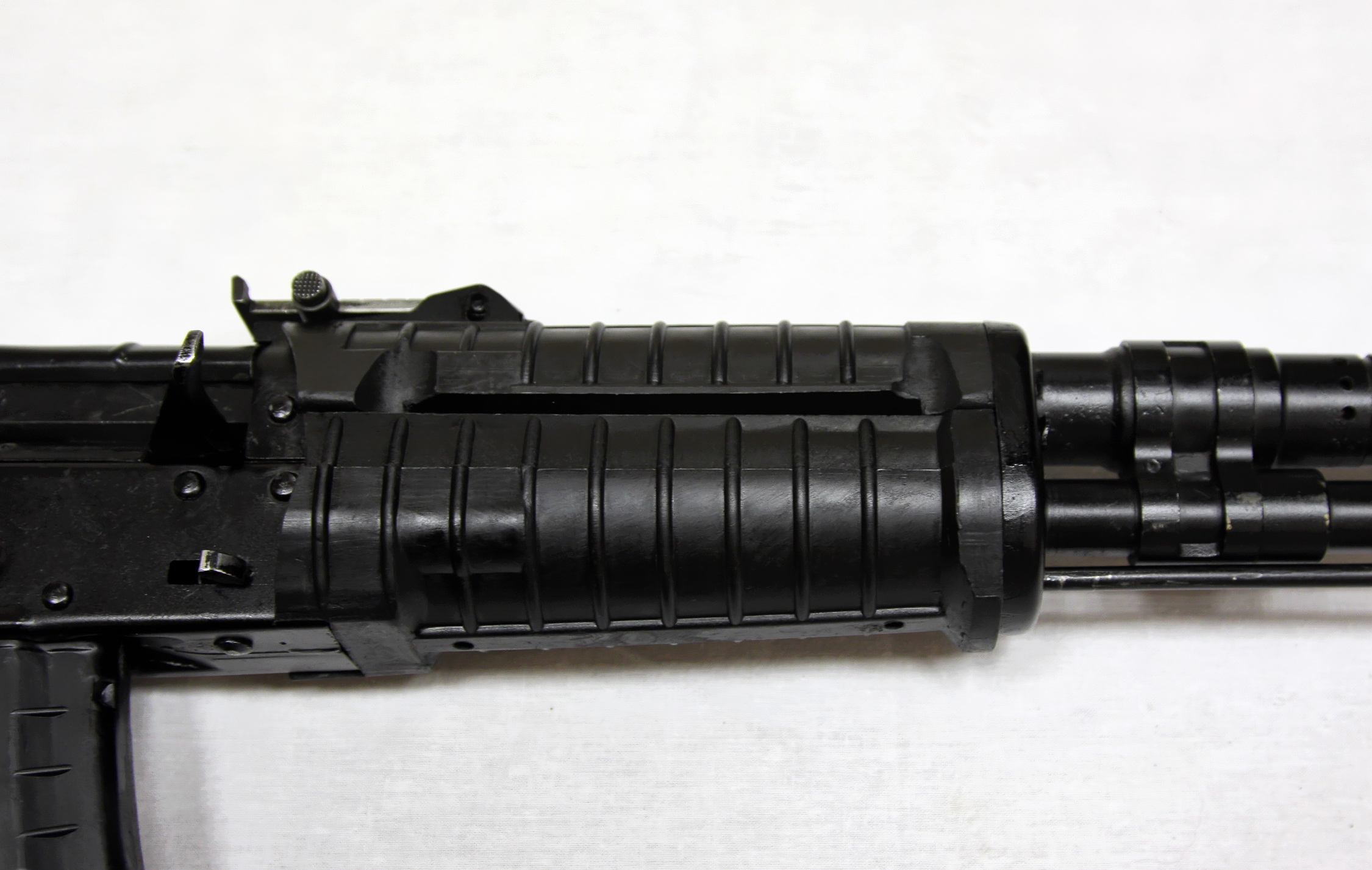
護木
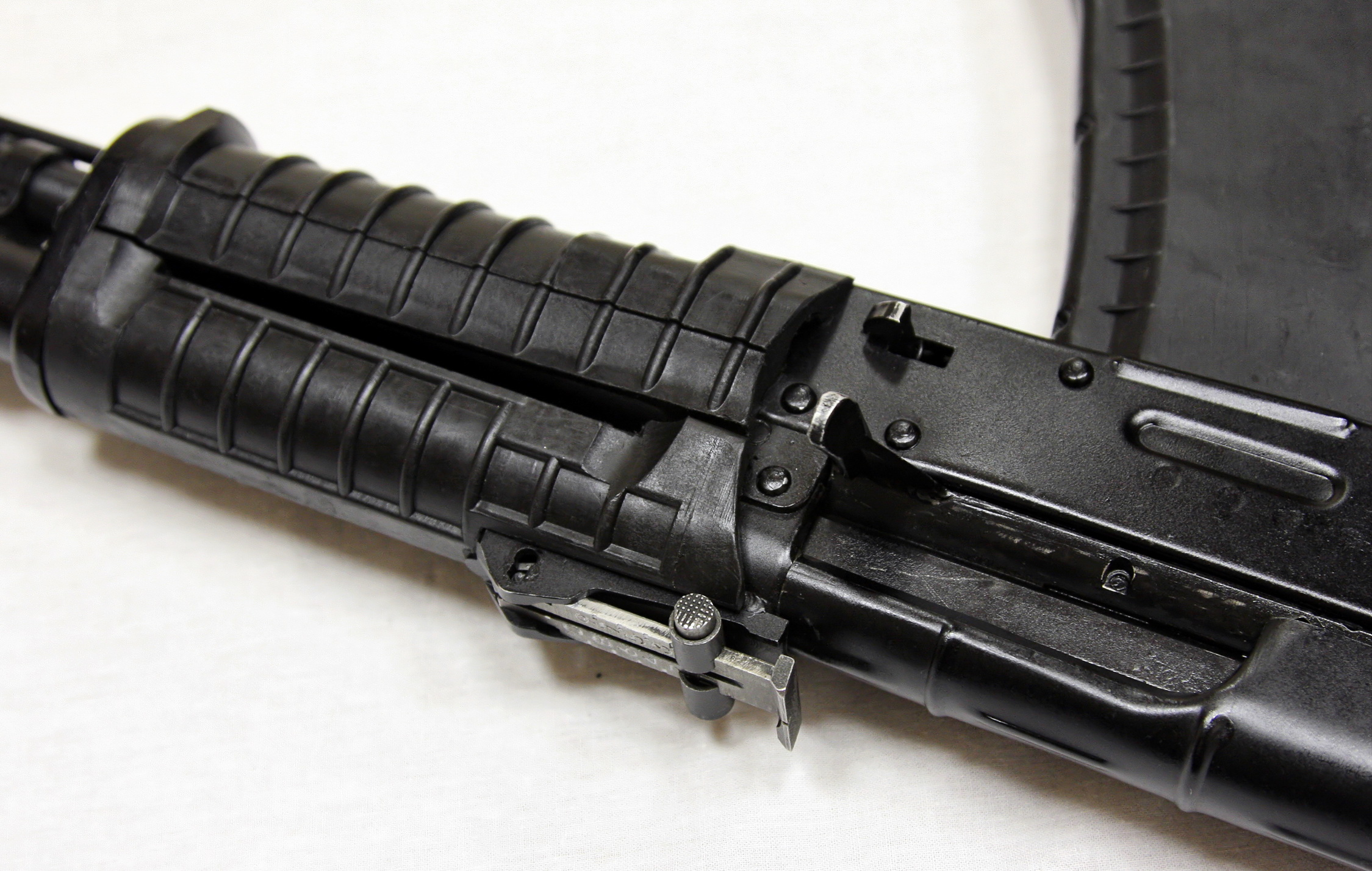
U型缺口式照門
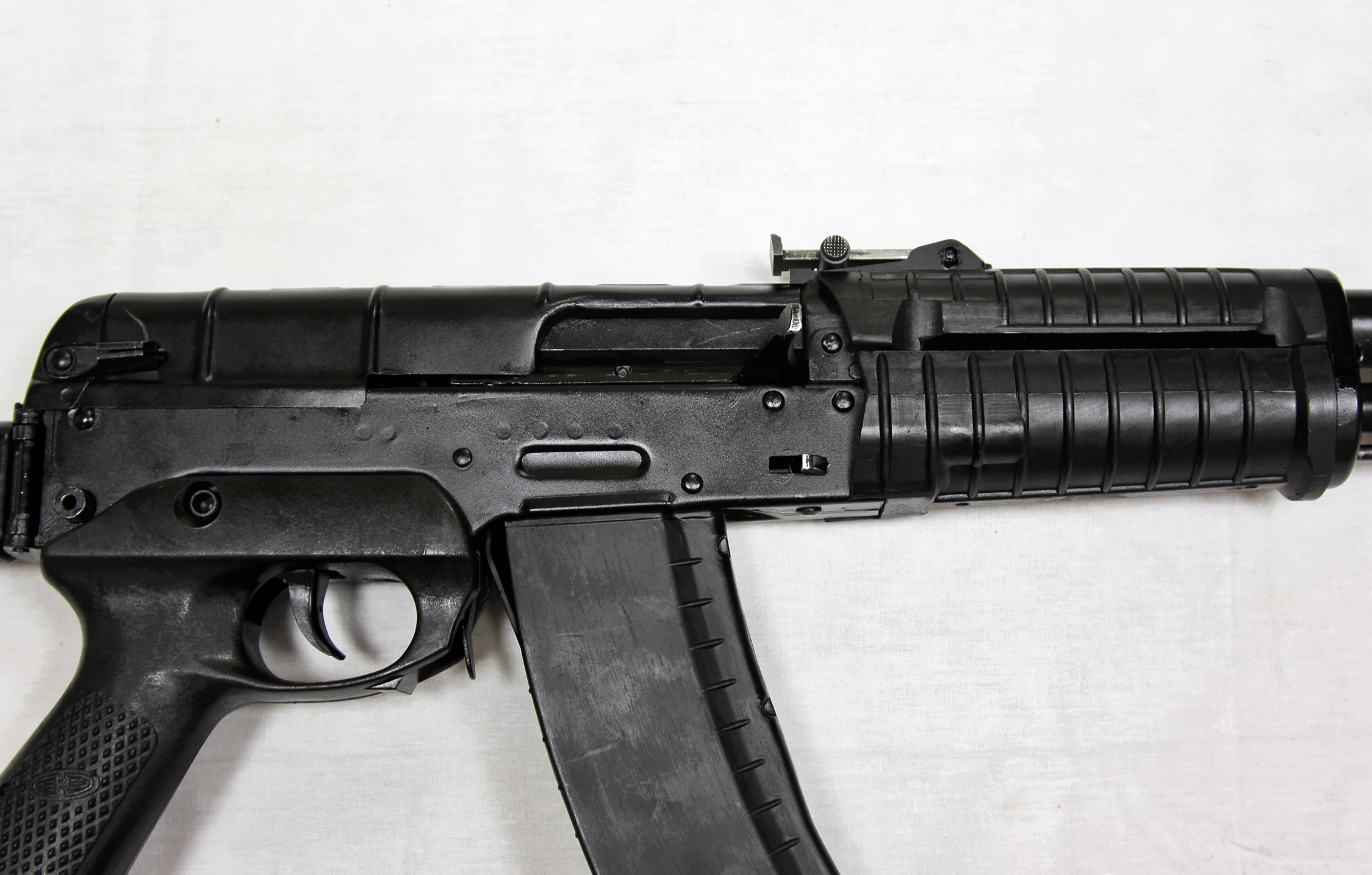
機匣右側
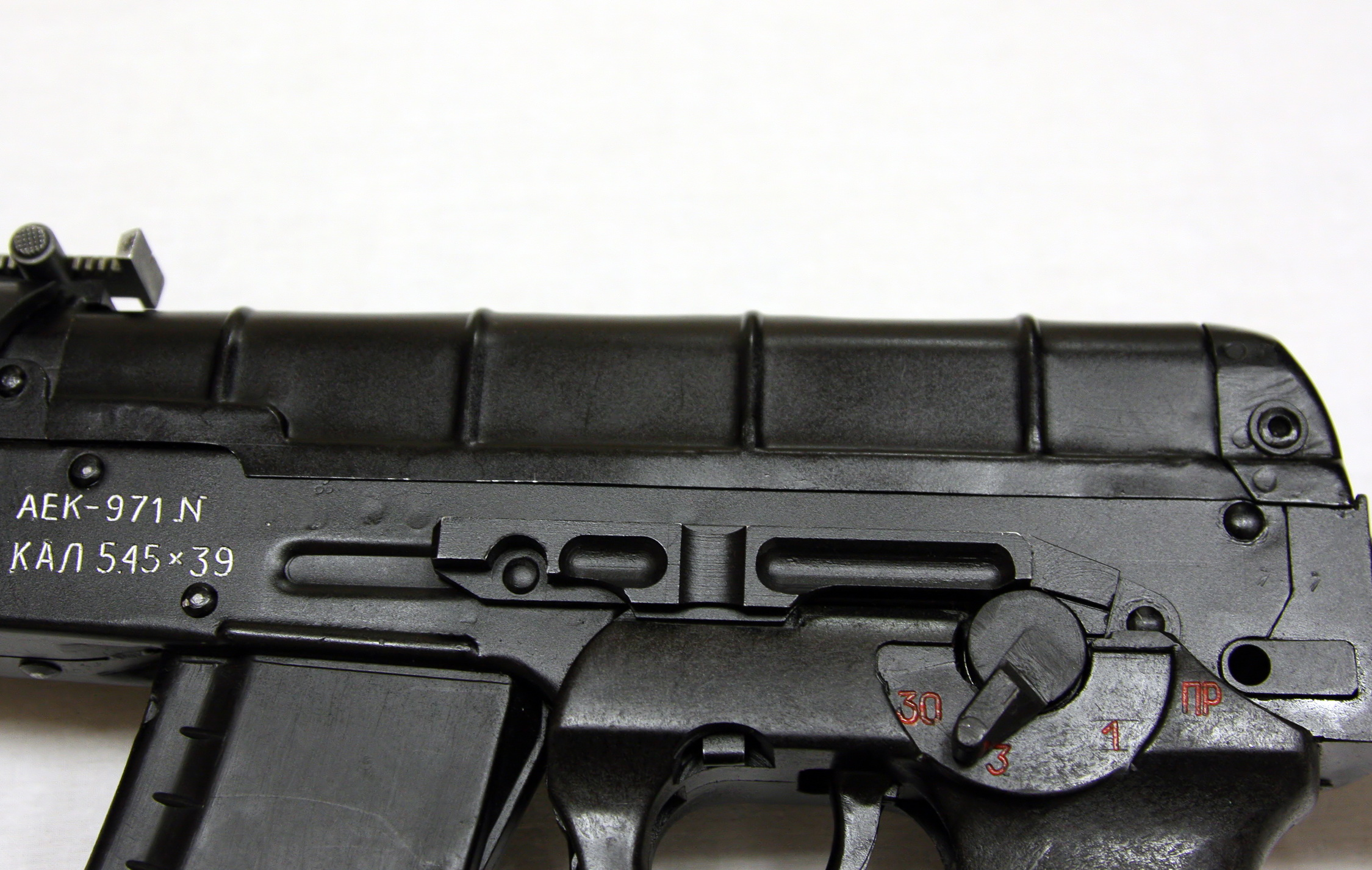
機匣左側
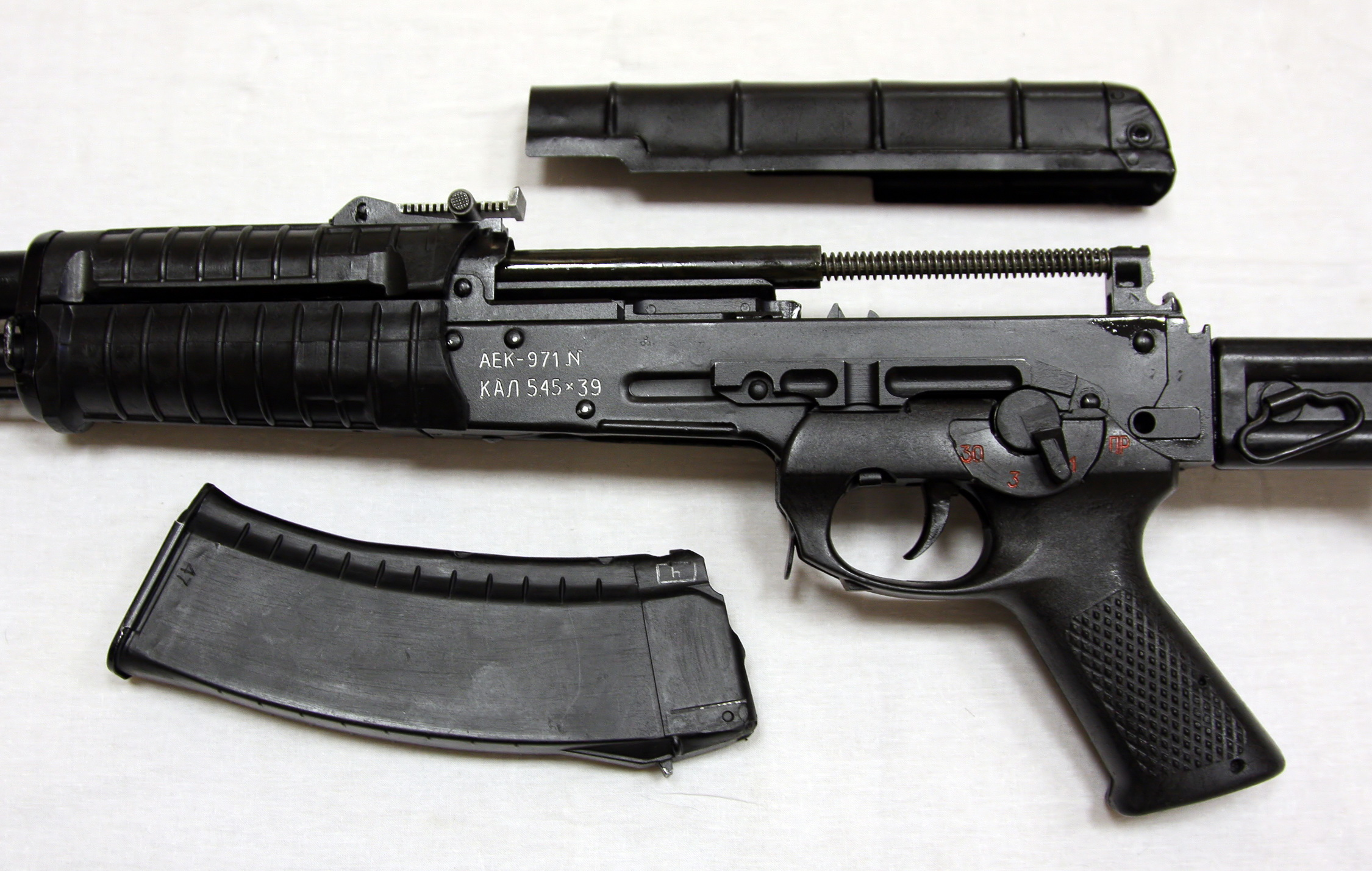
機匣內部-1
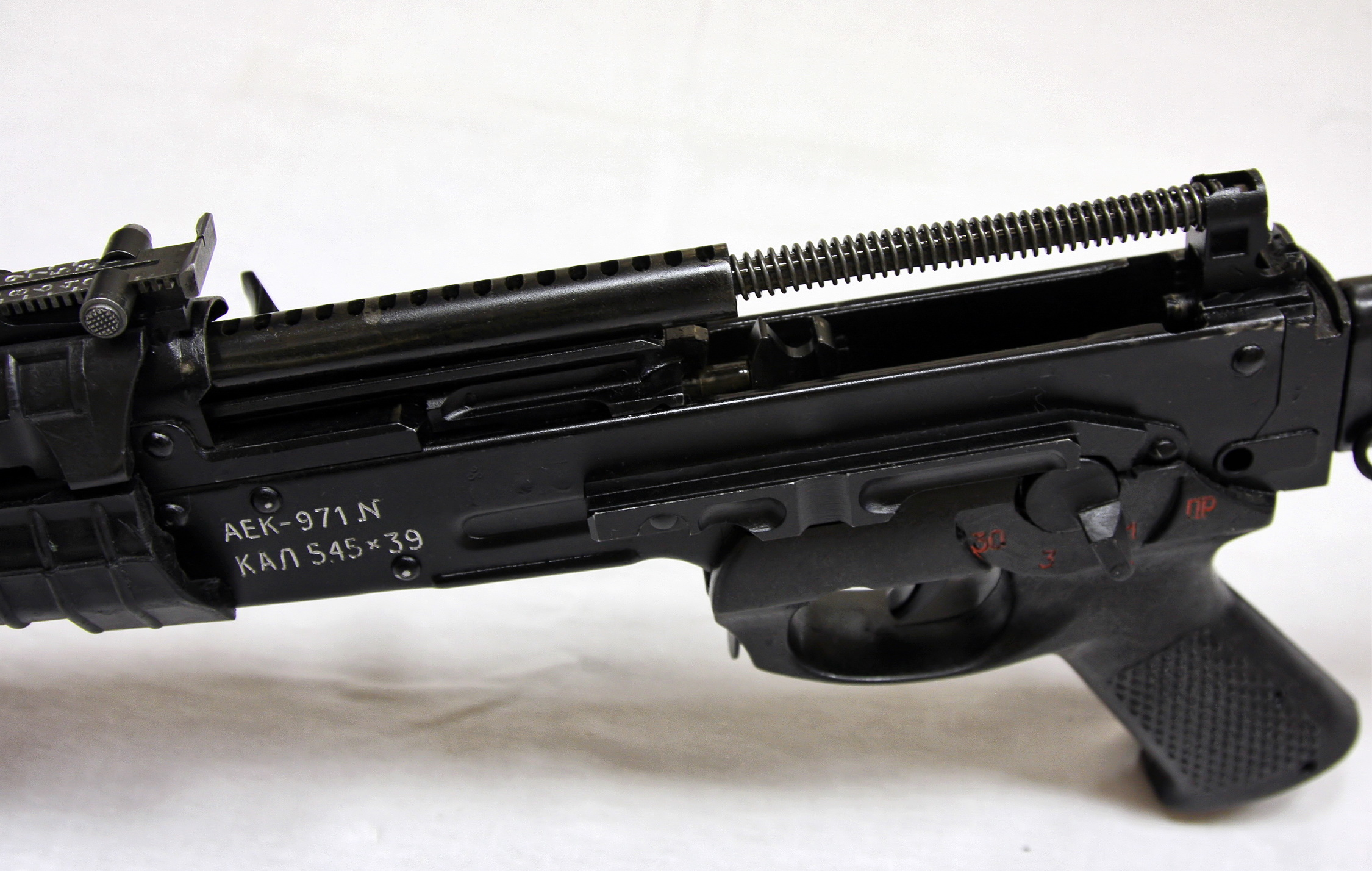
機匣內部-2
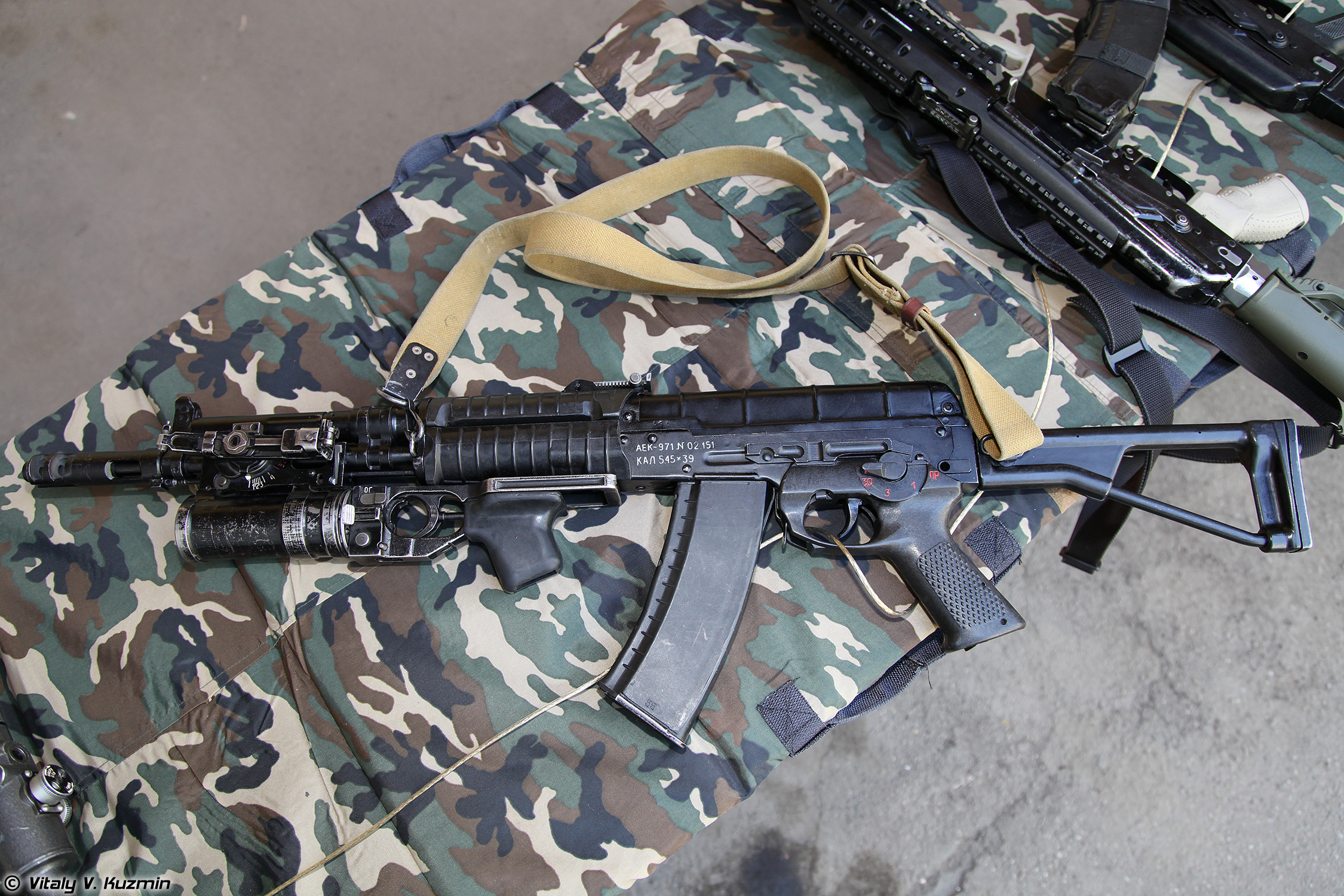
掛載GP-25榴彈發射器的AEK-971
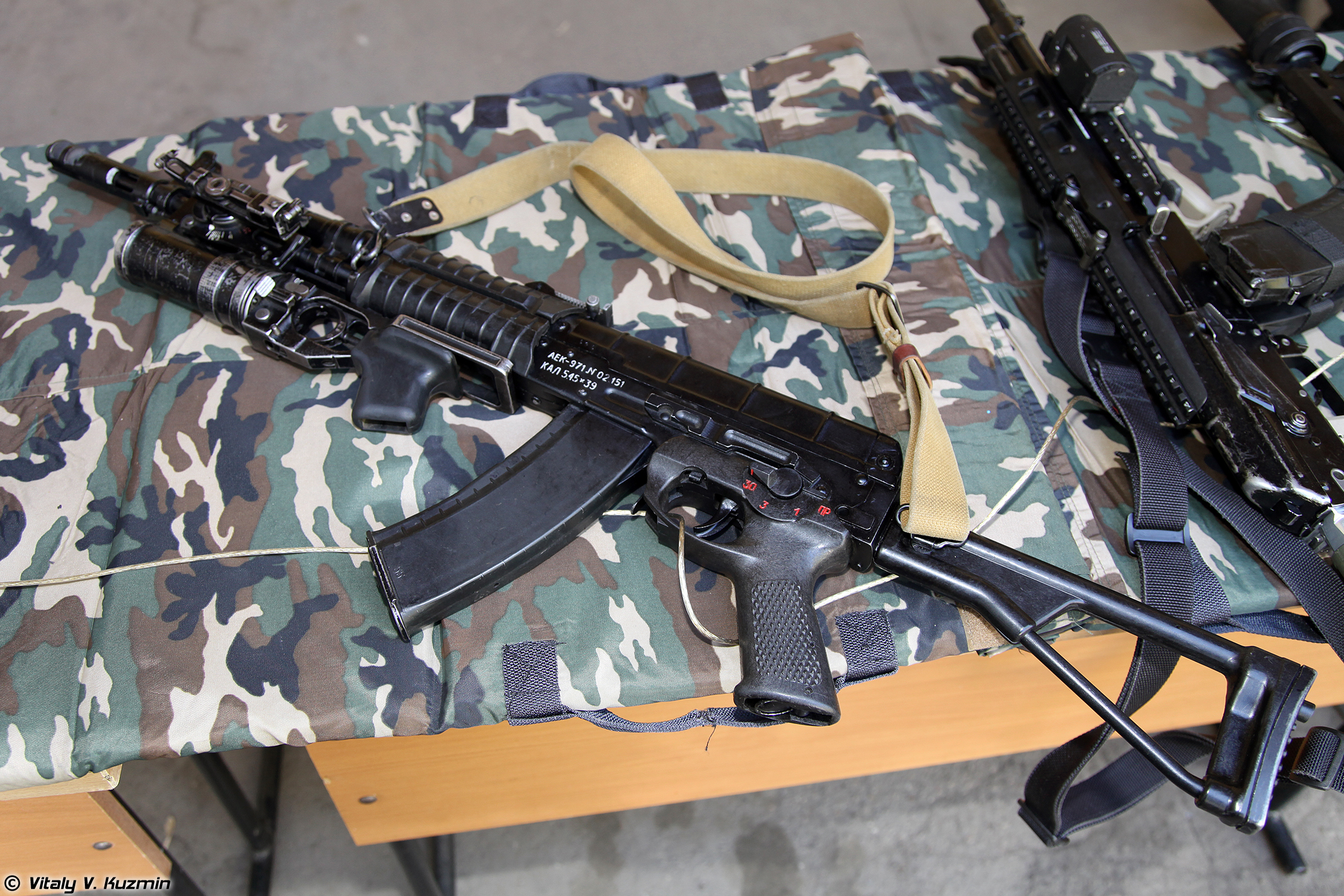
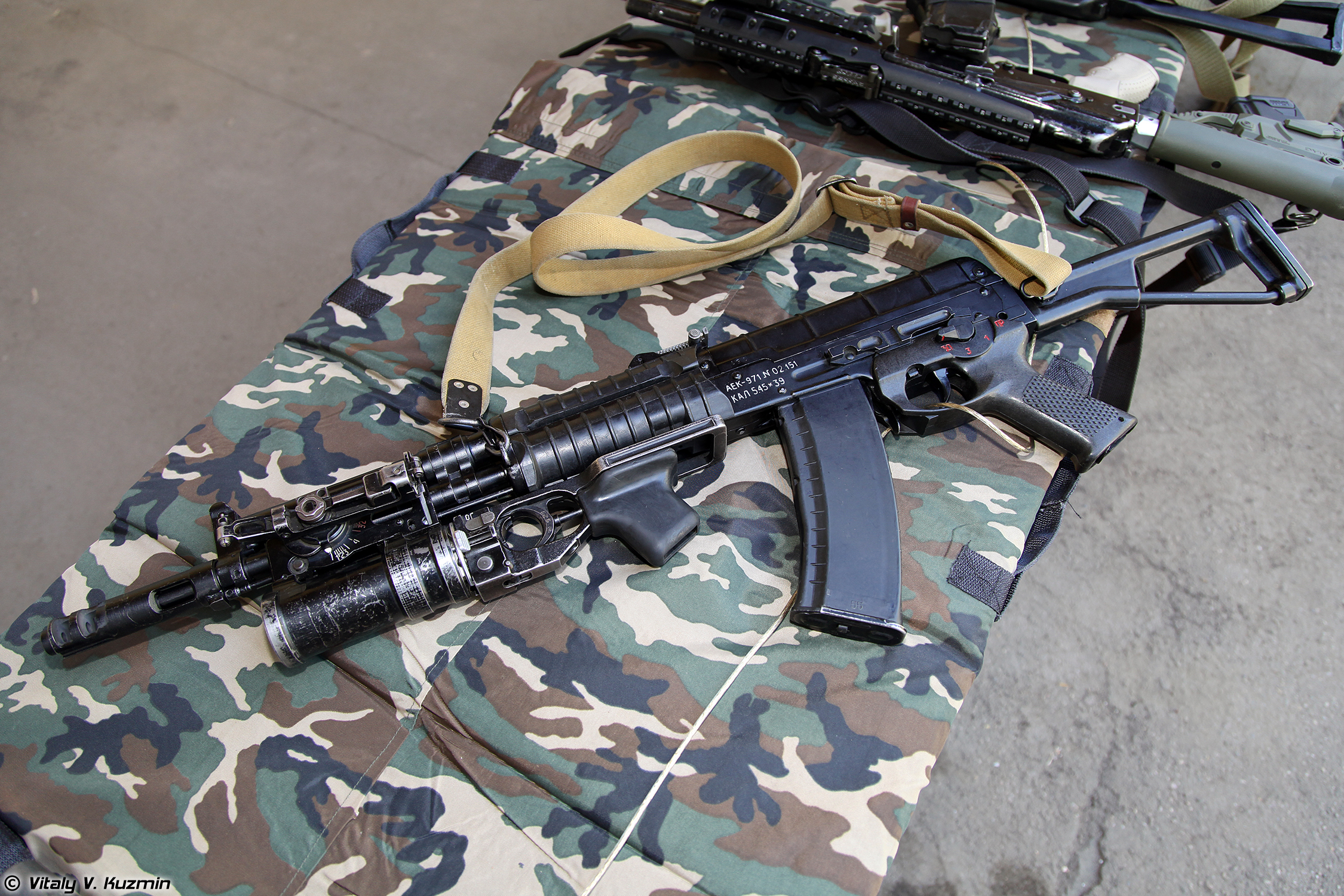
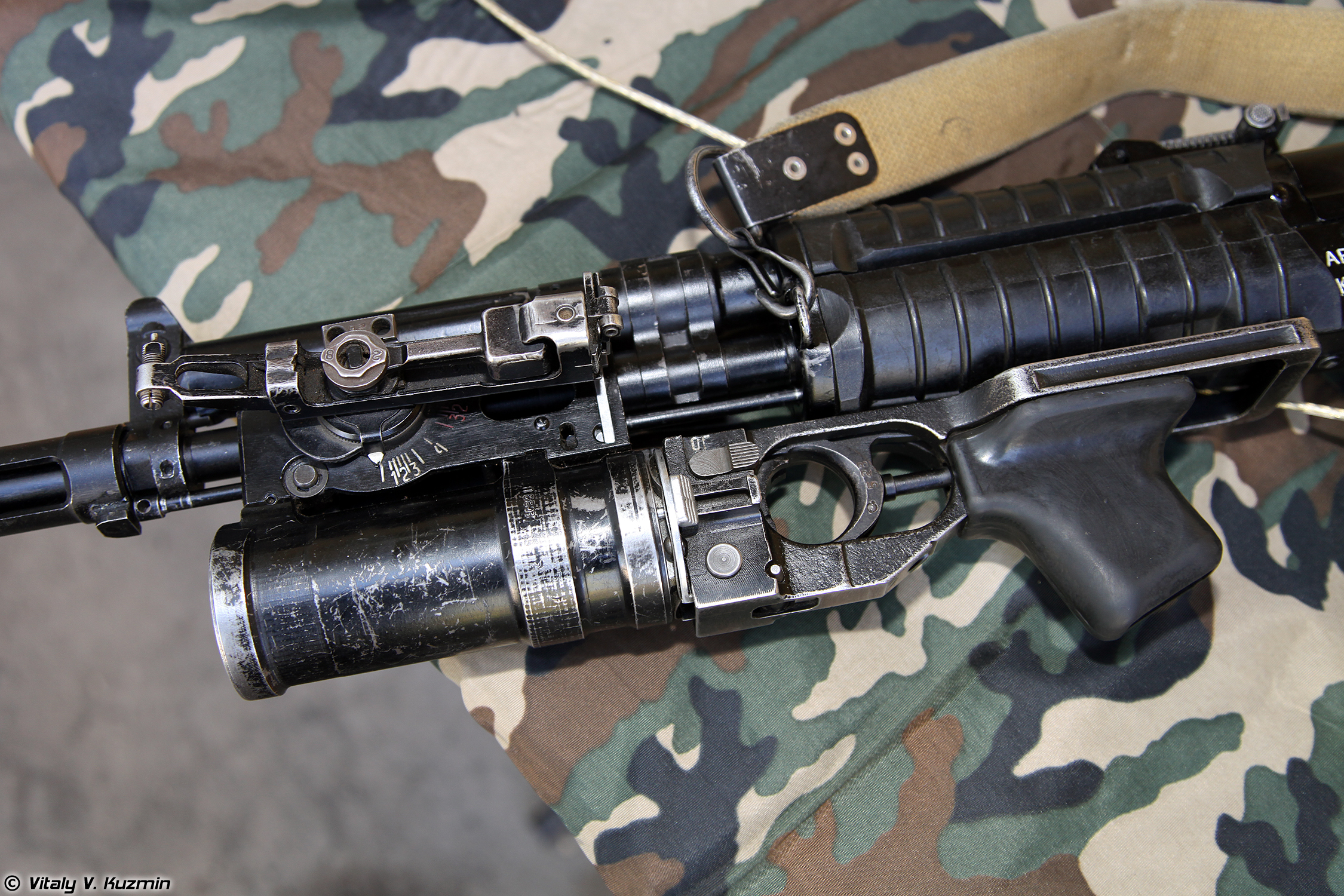
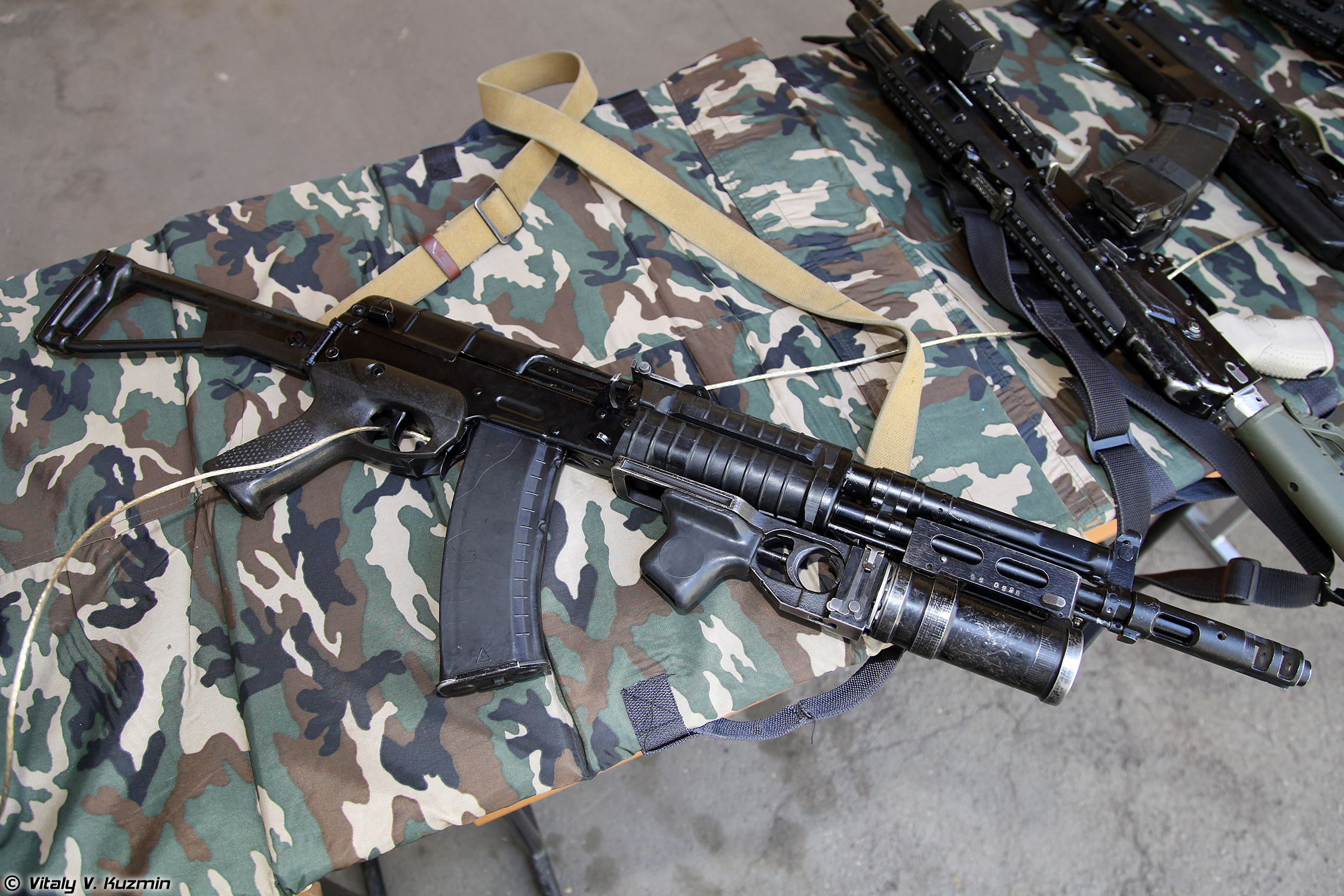

- KORD 6P67

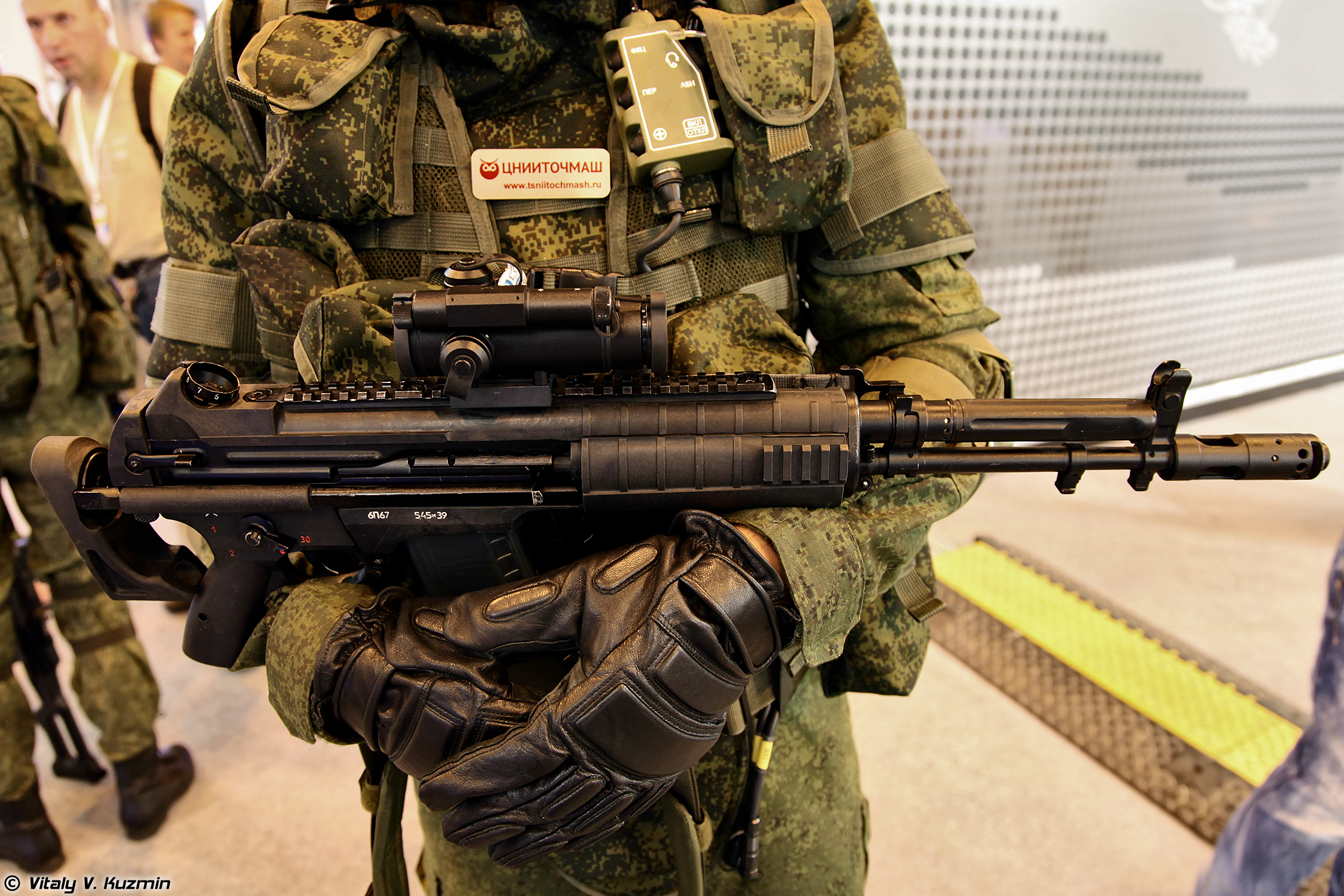
在莫斯科舉辦的Engineering Technologies 2014（页面存档备份，存于）上所展出的KORD 6P67
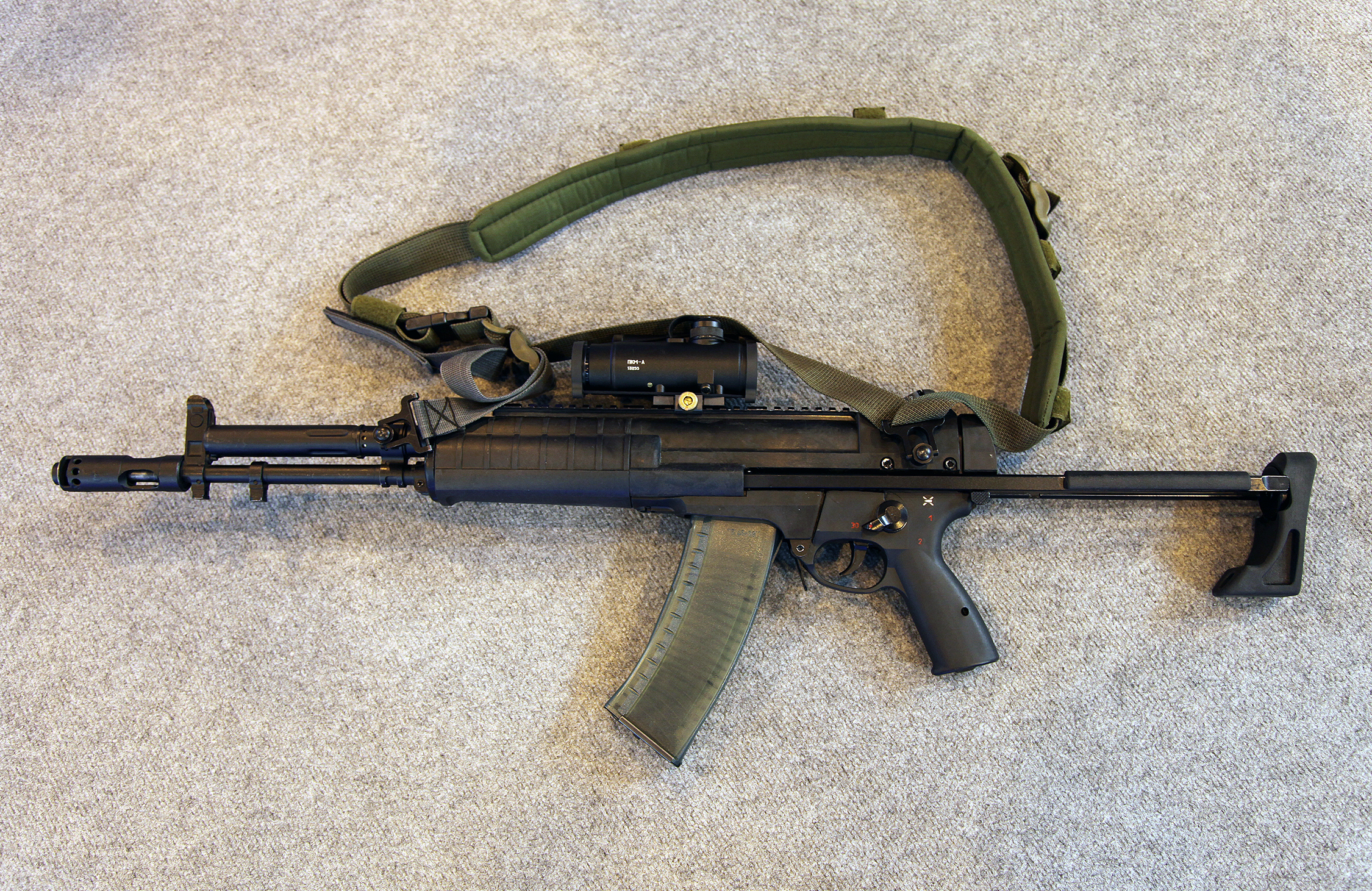
裝有槍帶與瞄準鏡的KORD 6P67
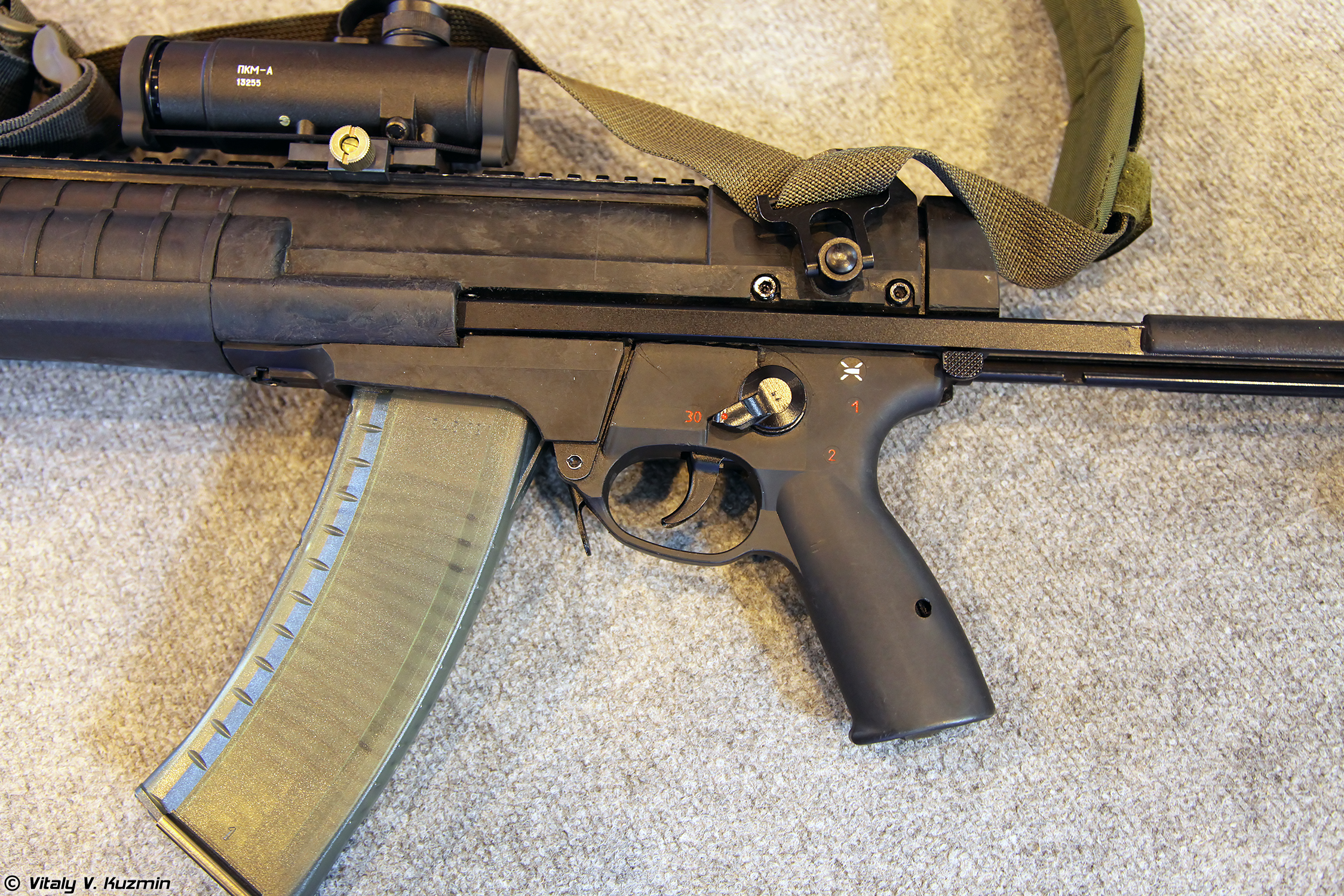
機匣左側
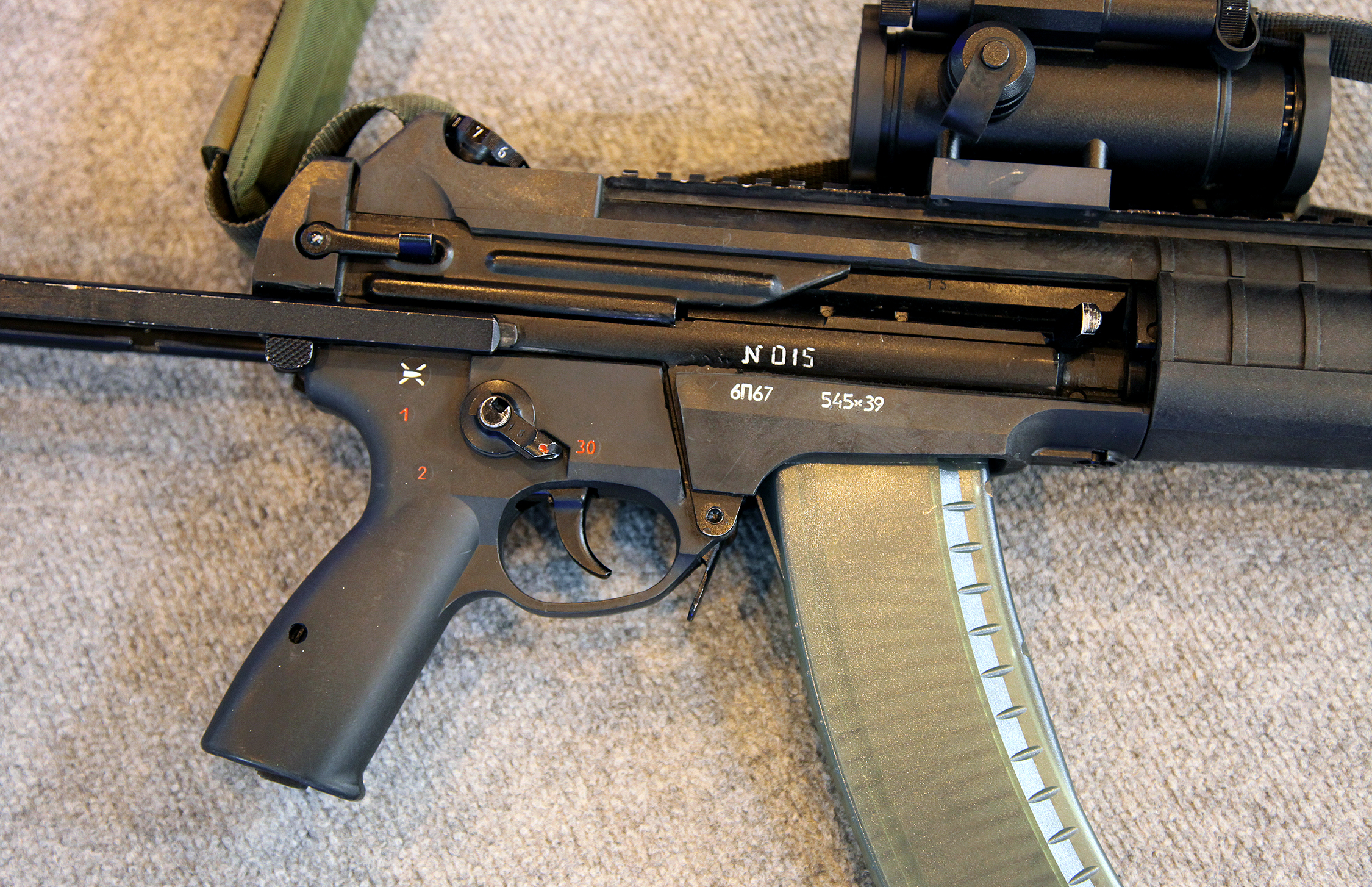
機匣右側
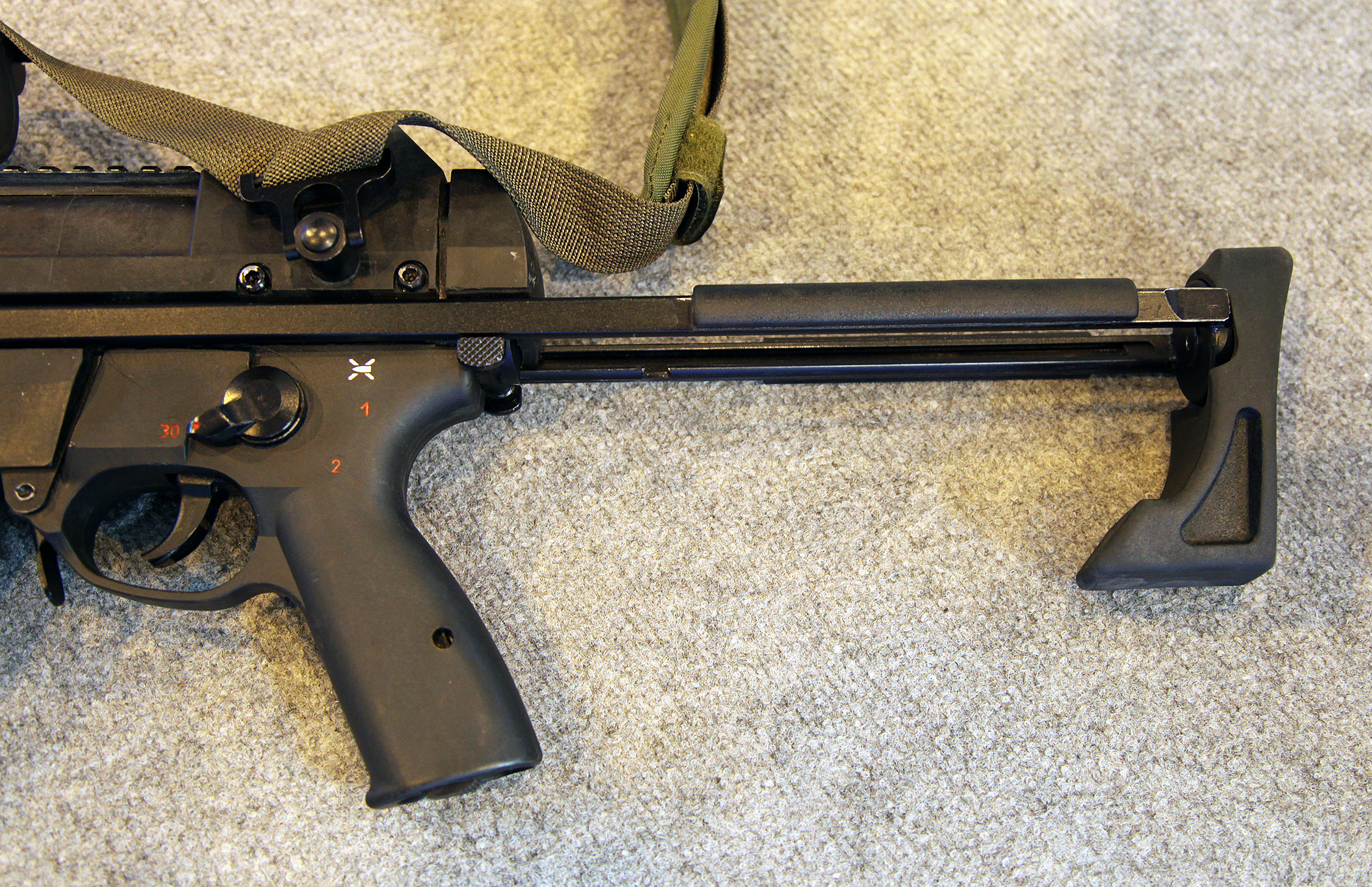
伸縮式槍托左側
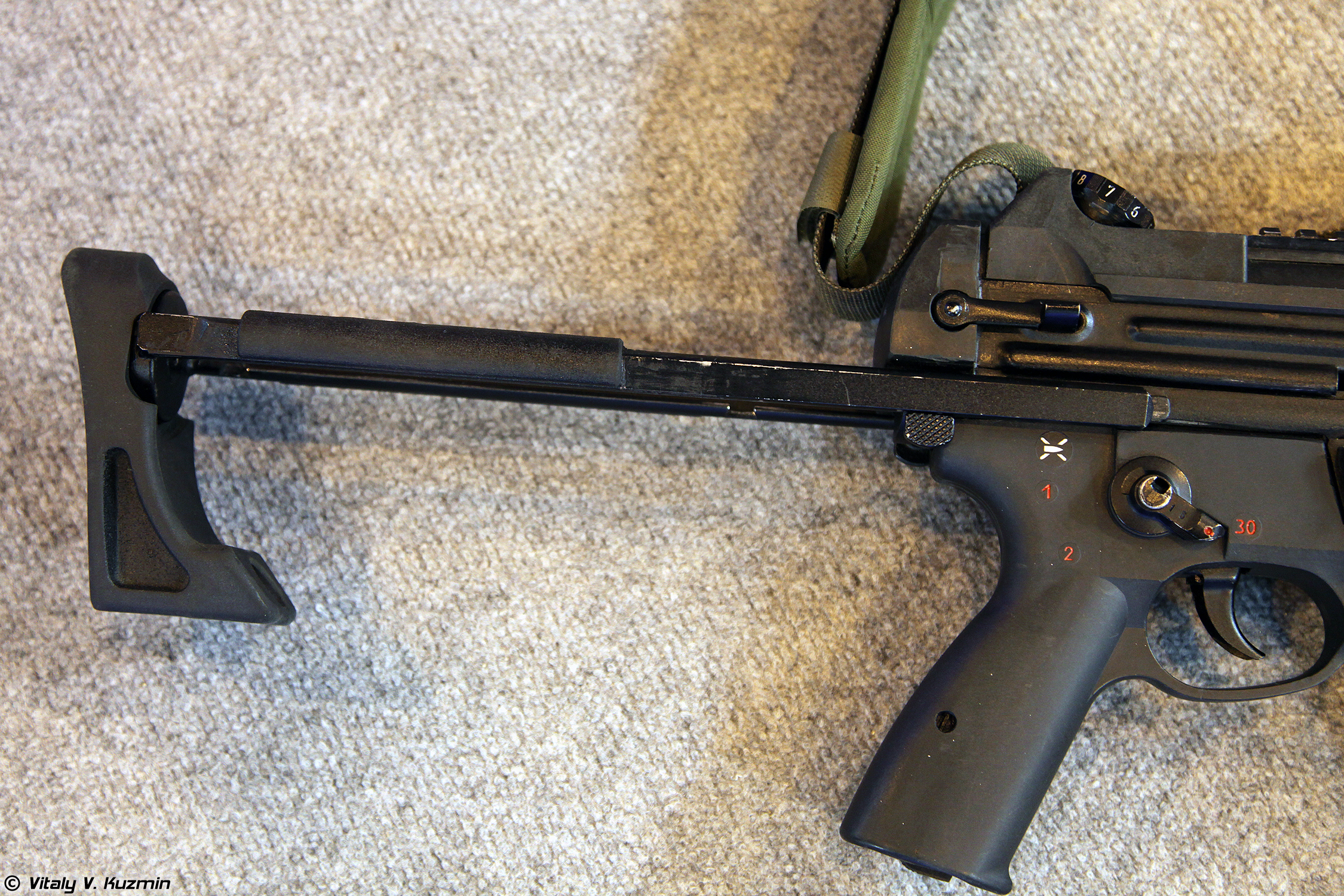
伸縮式槍托右側
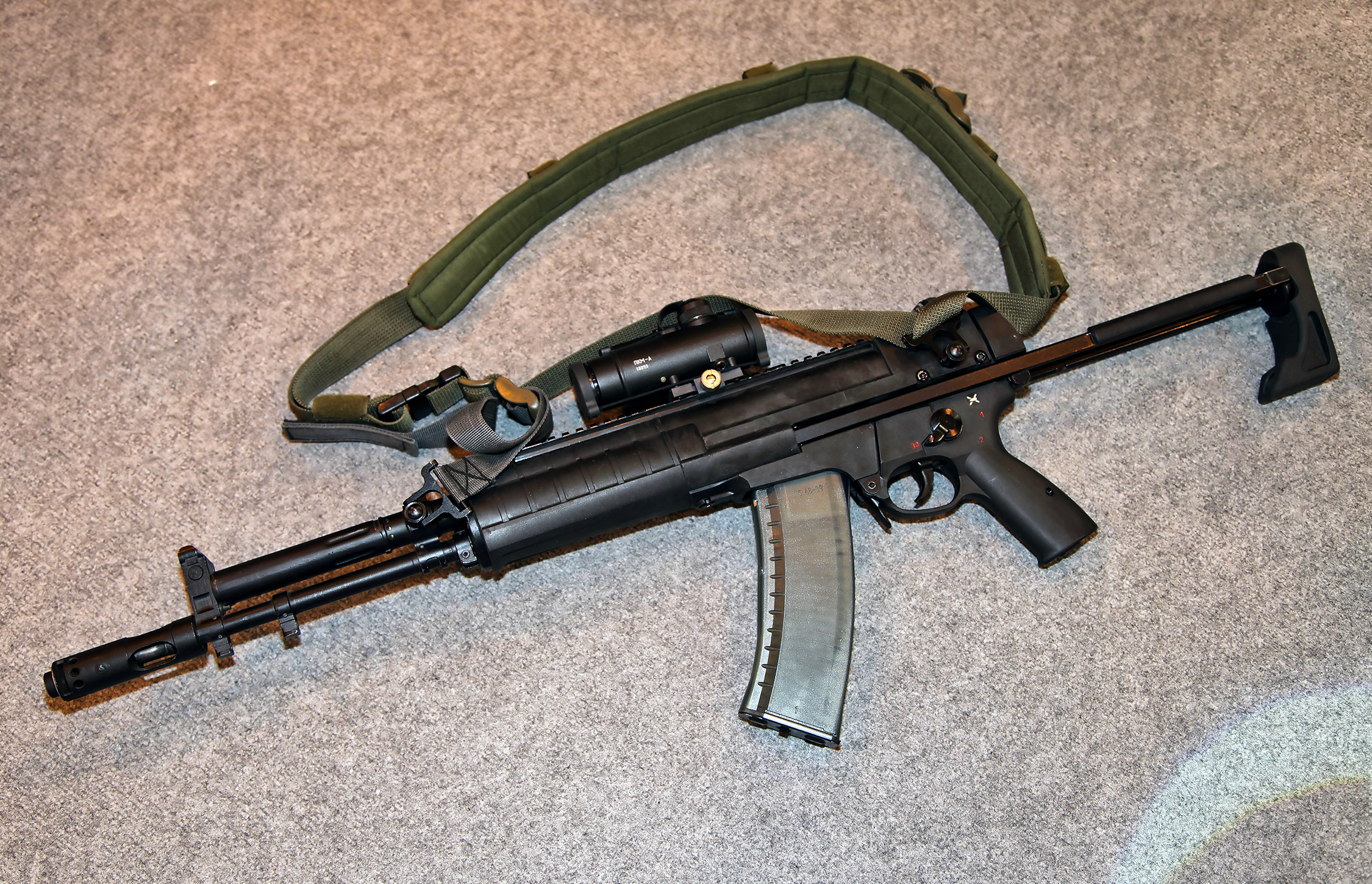

## 流行文化

### 電子遊戲
- 2007年—《戰地之王》：可以用天梯寶箱取得，是非常強大且破壞平衡的步槍。
- 2010年—：由俄羅斯軍隊所使用。奇怪地在空倉重新裝填後玩家角色不會為槍械上膛。
- 2011年—《3》：聯機模式中被設定為突擊步槍，並於突擊兵積分累積達60000分時解鎖，美、俄兩陣營皆可使用。
- 2012年—《6》：命名為“突擊步槍 RN”以此槍為原型。
- 2013年—《4》：在聯機模式中設定為突擊步槍，突擊兵分數累積達28000分時解鎖，美、俄、中三陣營皆可使用，重新裝填時間較三代稍為縮短。單機模式中則能夠由主角丹尼爾·雷克（Daniel Recker）所使用。
- 2013年—：隨SCAR-L一同推出，以恐怖份子的專屬武器之姿出現。
- 2015年-《Survarium（英语：Survarium）》：KORD 6P67 (A-545)
- 2017年—《Black Squad》：AEK973 GL
- 2022年-《Arena Breakout:Infinite》：命名為AEK ，型號為AEK-973，使用7.62×39mm子彈，槍口、槍托、彈匣、護木、瞄準鏡可以自由改裝。作為一把俄製武器，可以使用與華約導軌搭配的瞄具，在遊戲中也可改裝有皮卡汀尼導軌的機匣蓋以適配部分北約與西方國家之瞄具。
- 2024年—《決勝時刻：黑色行動6》：型號為AEK-973，預設為三發點放射擊，歸類為“特等射手步槍”。

## 外部連結
- （英文）-平衡自動反衝系統展示圖 (圖示為AKB-1，其運作原理和AEK-971相同) （页面存档备份，存于）
- （英文）-平衡自動反衝系統示意圖 (變種，用於AK107)
- （俄文）-AEK-971俄文介紹影片（页面存档备份，存于）（0:52處展示平衡自動反衝系統的氣動結構的運作）
- （英文）-AEK-971英文介紹影片（页面存档备份，存于）
- （俄文）-AEK-971+AN94俄文介紹影片（页面存档备份，存于）（前半段為AEK-971）
- （英文）-Russian Combat Small Arms 圖鑑（页面存档备份，存于）
- （英文）-AEK-971圖片
- （英文）-AEK-972、AEK-972圖片
- （英文）-V.A.Degtyarev Plant官方網頁（页面存档备份，存于）
- （英文）-Modern Firearms
- （英文）-Warfare.ru（页面存档备份，存于）
- （俄文）-The Abakan Trials
- （英文）-AEK-971 military trials（页面存档备份，存于）
- （英文）-[]
- （俄文）-AEK-971 / AEK-972 / AEK-973 / AEK-973S
- （英文）-AEK-973S圖片（页面存档备份，存于）
- （俄文）-Abakan (contest)（页面存档备份，存于）
- （俄文）-АЕК-971（页面存档备份，存于）
- （俄文）-AEK-971圖片
- （俄文）-AEK-971s圖片
- （俄文）-AEK-972圖片
- （俄文）-AEK-973s圖片